# Colonización galesa en Argentina

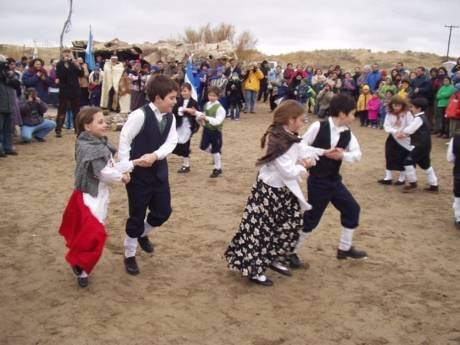
Niños galeses-argentinos

La colonización galesa en Argentina (conocida en galés como Y Wladfa, en castellano La Colonia; también denominado Y Wladfa Gymreig, Y Wladychfa e Y Wladychfa Gymreig; inglés: The Colony, The Settlement y Welsh-Argentine o Welsh-Argentinian) tuvo lugar en el siglo XIX generando una nueva colonia hablante del idioma galés en la provincia del Chubut, Patagonia argentina. La colonización galesa estableció las primeras bases de asentamiento permanente en Chubut, donde varias de las principales ciudades fueron fundadas por los colonos, además de mantenerse toponimia en galés, raíces e intercambio cultural con el país de Gales y un uso disminuido pero vigente del idioma, que se sigue enseñando en escuelas privadas.
La población de origen galés se ha integrado en forma completa al resto de la comunidad, y muchos descendientes mantienen vivo el idioma y la cultura, que se renueva cada año con la celebración del festival denominado Eisteddfod; actualmente es estimada en torno de los 50 000 habitantes galeses-argentinos viviendo en el territorio de la República Argentina, mientras que entre 5 000 y 12 500, mantienen el habla de la lengua galesa.
Cabe destacar que la colonia fue el primer asentamiento de origen europeo permanente en la Patagonia central (en la patagonia septentrional existía Carmen de Patagones, sobre el curso inferior del río Negro), ya que los demás asentamientos, que databan desde la época del Virreinato del Río de la Plata —como los de Simón de Alcazaba, Juan de la Piedra y Henry Libanus Jones— habían fracasado. Otras comunidades de origen galés fuera de Gales se hallan en Pensilvania y otros estados de Estados Unidos y Australia, pero es en la Patagonia donde mejor se ha desarrollado y preservado la cultura y el idioma. Es considerada una de las comunidades galesas más importantes.
A diferencia de las colonias tradicionales, los galeses se hicieron amigos de los pueblos originarios. Además, elaboraron su propia constitución, emitieron su propio papel moneda y construyeron capillas, escuelas y canales de riego. La administración de la comunidad fue a través de la lengua galesa.
En Argentina también hay otras pequeñas colonias galesas en la provincia de Santa Fe, en Coronel Suárez en la provincia de Buenos Aires y en la localidad de Luis Beltrán en la isla Choele Choel, provincia de Río Negro.

## Historia

### Orígenes

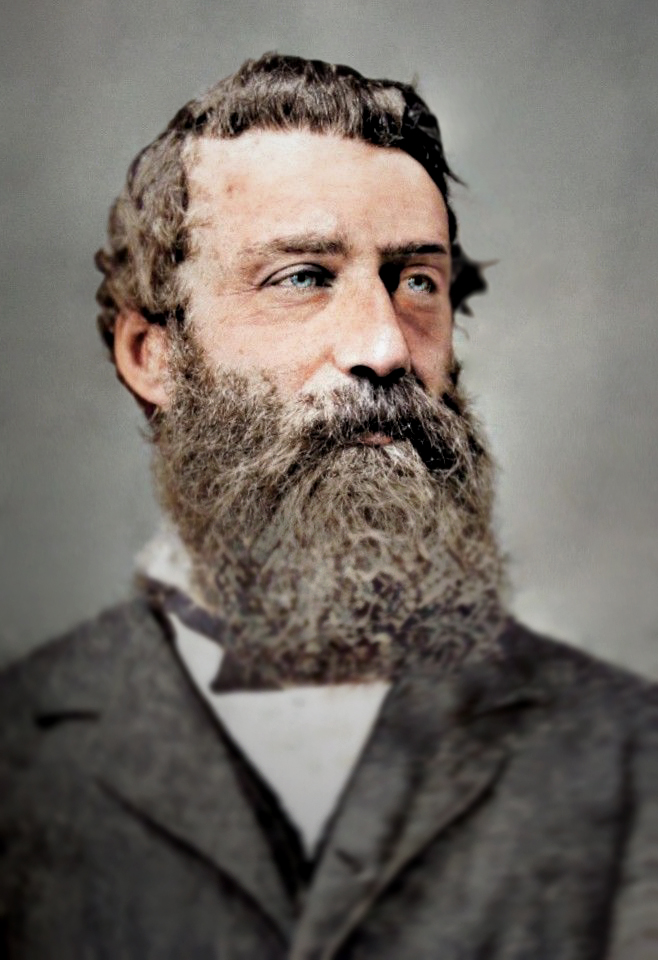
Lewis Jones

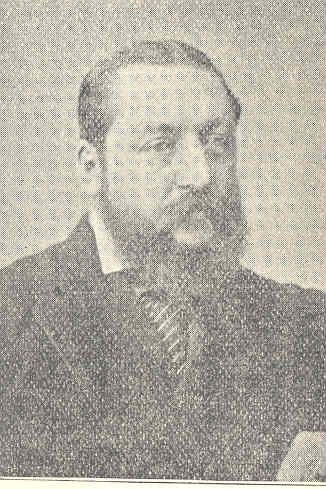
Love Jones Parry

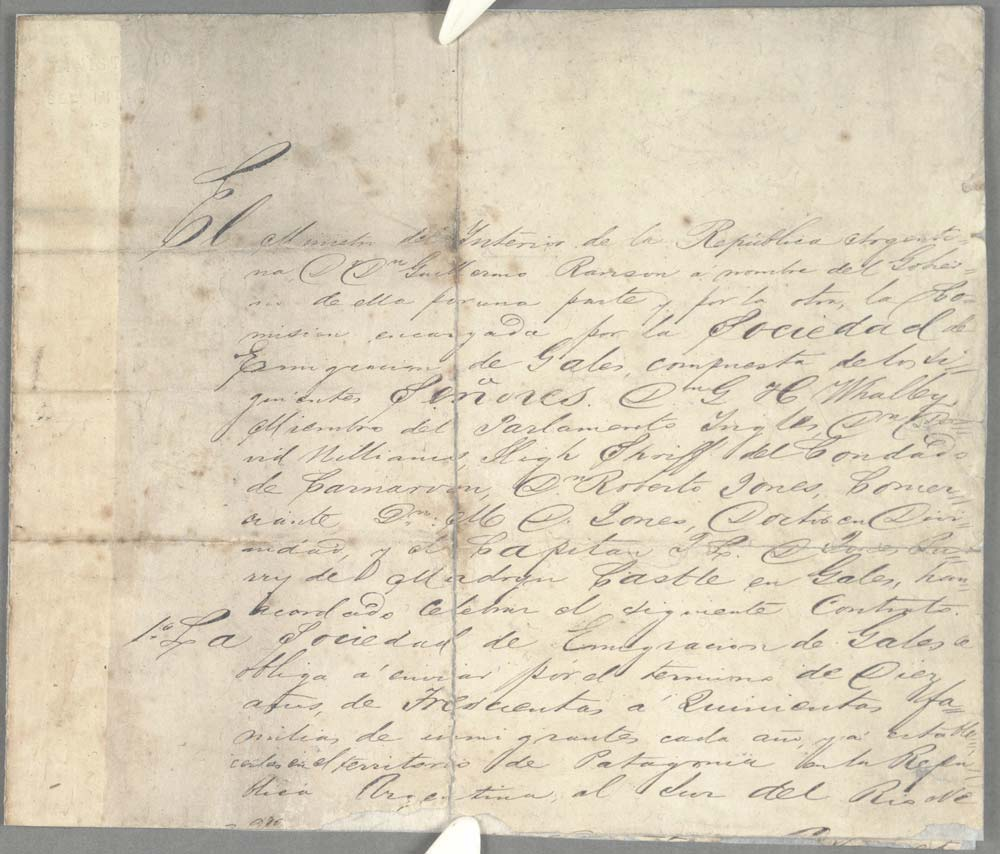
Copia del acuerdo donde Guillermo Rawson ofrece la tierra en la Patagonia a los inmigrantes galeses, 25 de marzo de 1863.

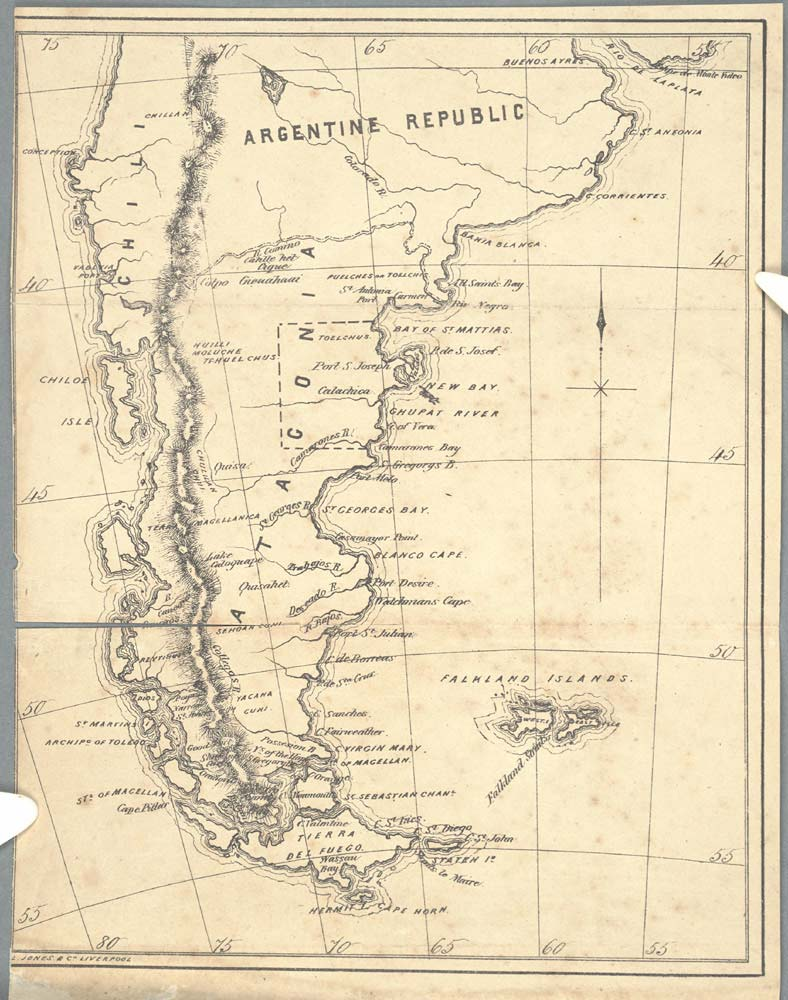
Mapa galés de la Patagonia de 1862.

La idea de una colonia galesa en Sudamérica fue promovida hacia la década de 1840, por el profesor Michael Daniel Jones, un predicador nacionalista residente en Bala, desde donde invitó a "una nueva Gales más allá de Gales". Jones pasó algunos años en Estados Unidos, donde observó que los inmigrantes galeses se asimilaban muy rápidamente en comparación con otros pueblos y a menudo perdían su identidad galesa. Por esto, propuso una colonia basada en el idioma galés lejos de la influencia inglesa. Reclutó voluntarios, buscó financiación, y consideró la radicación de la colonia en lugares tan distantes como Australia, Nueva Zelanda o Palestina, pero finalmente se eligió la Patagonia debido a su aislamiento, al conocimiento del área por parte de Tomás Falkner y Robert Fitz Roy y a la oferta del gobierno argentino de donar 260 km² de tierras en la ribera del río Chubut a cambio de colonizar la región.[cita requerida]
Además, ya existían colonias e intentos de estas en Norteamérica y Río Grande del Sur, Brasil. En esta última, que había surgido en 1851, hacia finales de 1854, la mayor parte de los fundadores se habían dispersado, en su mayor parte debido a que muchos de ellos eran antiguos mineros, pasando a trabajar en las plantas de carbón brasileñas.
Para fundar la colonia en la Patagonia argentina, se creó una sociedad colonizadora (la Comisión de Emigración de Liverpool) en Liverpool, entre los miembros se encontraban Michael D. Jones, Lewis Jones y Hugh Hughes. Hacia noviembre de 1862, el capitán Love Jones Parry y Lewis Jones viajaron a la Patagonia a fin de elegir el área más conveniente para los inmigrantes galeses. Visitaron en primer lugar Buenos Aires, donde negociaron las condiciones de la colonia con el ministro del Interior del gobierno argentino, Guillermo Rawson, para luego dirigirse al Sur. El barco había partido sin Parry, quien fue reemplazado por Thomas Duguid, un comerciante oriundo de Liverpool; Parry solo pudo embarcarse en diciembre de ese mismo año. Jones y Duguid presentaron un proyecto ante el ministro Rawson, con el que buscaban crear una ciudad autogobernada por los propios galeses; Rawson rechazó el proyecto, esgrimiendo que la Argentina no podía ceder su soberanía sobre la Patagonia. Tras tres semanas de negociaciones, los galeses cedieron en sus pretensiones iniciales y ambas partes llegaron a un acuerdo; este establecía la creación de la colonia, que no sería independiente. Luego, exploraron las costas patagónicas en un pequeño barco llamado Candelaria y a raíz de una tormenta se refugiaron en el actual Golfo Nuevo, que llamaron "Porth Madryn" en honor a la región de origen de Love Jones Parry en Gales. Además, se acordó que la colonia sería reconocida oficialmente como una provincia de Argentina una vez que su población alcanza los 20.000 habitantes. El acuerdo se hizo el 25 de marzo de 1863. Lewis Jones y Love Jones Parry regresaron a Gales con un informe muy favorable.
Parry llegó al país en enero de 1863. El 18 de ese mismo mes se embarcó, junto a Jones, hacia Carmen de Patagones, donde los esperaba Julián Murga, quien les proveería de caballos, provisiones y de guías, acatando las órdenes de Rawson. Continuaron su viaje en una goleta e inspeccionaron el Valle Inferior del Río Chubut, dando el visto bueno para el asentamiento de la colonia. Tras regresar a Buenos Aires, firmaron el acuerdo con el gobierno argentino el 25 de marzo de 1863. Sin embargo, la situación se debatió arduamente en el Senado y tuvo una firme oposición. Uno de los opositores fue Félix Frías, quien temía que los colonos no respetasen la religión oficial y destacaba la peligrosa cercanía con las Islas Malvinas, bajo dominio británico, sosteniendo que la Patagonia podía perderse a manos de los extranjeros. La resistencia fue tal que el proyecto fue rechazado; sin embargo, Rawson logró que la colonia se instalase, amparándose en una ley que permitía que el presidente le entregase tierras a todo aquel que deseara trabajarlas.
En septiembre de 1863, se informó al Comité de que el Congreso argentino se había negado a ratificar el acuerdo. El Comité decidió solicitar tierras en las mismas condiciones que los migrantes ordinarios, y Samuel Phibbs (representante argentino en Liverpool) fue enviado a Buenos Aires para discutir un nuevo contrato con el gobierno. En octubre de 1864, la Comisión recibió una carta de Guillermo Rawson, ministro del Interior, que ofrecía unos 100 acres de tierra a cada familia en el Valle del Chubut.

### Consolidación 1866-1888

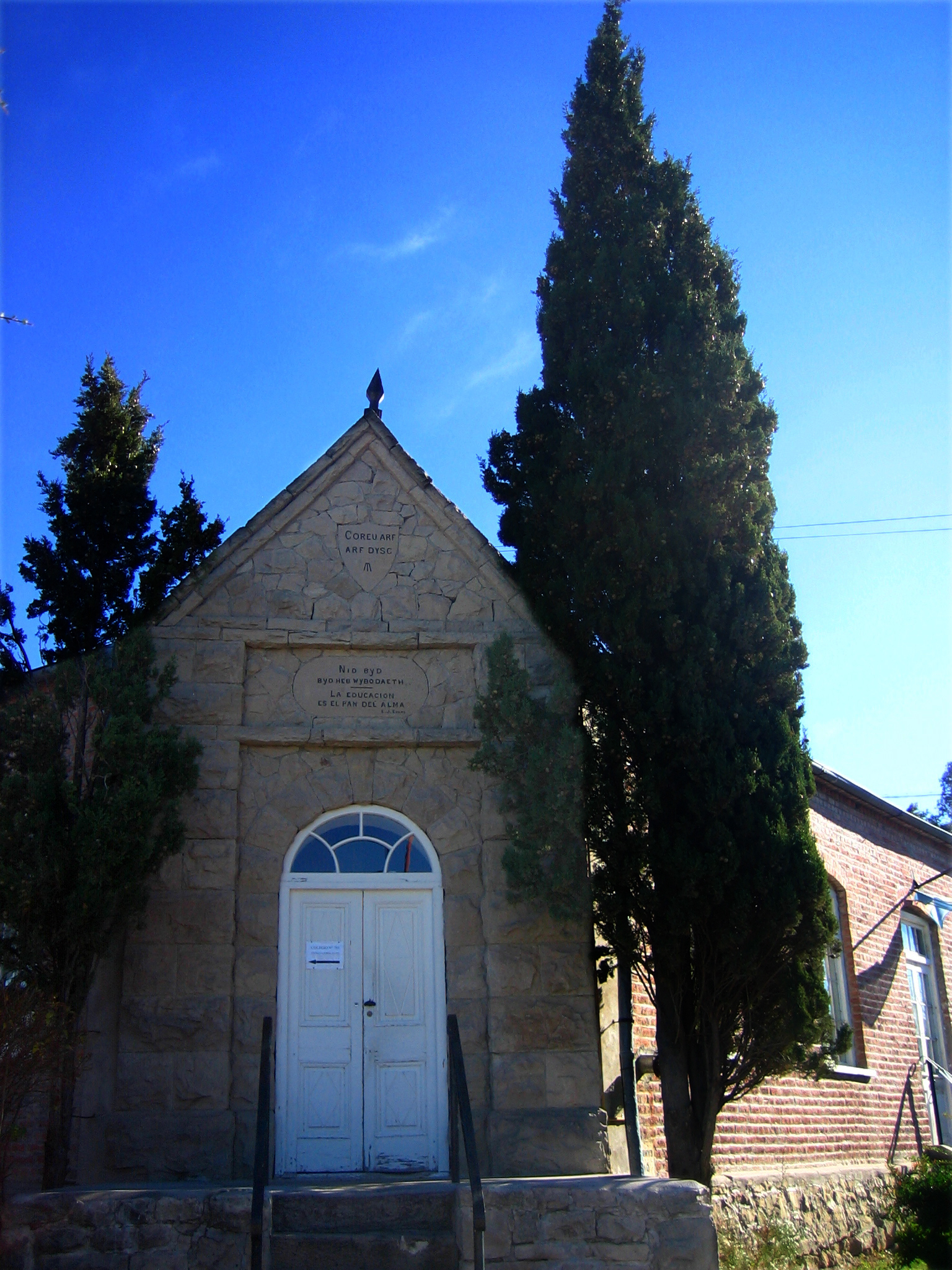
Primera escuela galesa en Gaiman

Los primeros pobladores se pusieron en contacto con los locales tehuelches casi un año después de su llegada. Luego de algunos años difíciles, comienzos de sospechas y una pequeña cantidad de la violencia, el pueblo tehuelche estableció relaciones cordiales con los galeses y ayudó con la solución de sobrevivir a la escasez de alimentos, mediante el trueque (los colonos adquirían carne de guanaco, choique, cueros, plumas, matos, etc. y los tehuelches, pan, telas, yerba, tabaco, harina, etc.) y les enseñaron a los colonos la caza de animales silvestres. Esta relación amistosa, es uno de los pocos ejemplos de convivencia pacífica en el Mundo.
Al intentar plantar los primeros cultivos, la poca cantidad de lluvia y las condiciones del suelo, provocaron que estas se perdieran y que los alimentos fueran escasos. Esto generó gran descontento entre los pobladores (particularmente hacia Lewis Jones), ya que se les había dicho que la zona era similar a las llanuras de Gales (húmedas y fértiles). A medida que la situación se iba haciendo cada vez más desesperada, algunos colonos decidieron que lo mejor era salir de allí y trasladarse a una zona más fértil, como la provincia de Santa Fe. Uno de los mayores defensores de esta idea fue el reverendo Abraham Matthews.
En el segundo año de la colonia, una nueva disputa surgió entre los inmigrantes con relación a la propuesta del presidente de la colonia, Lewis Jones, de empezar a comerciar guano. Una vez visto que el plan del presidente no aportaría beneficios al conjunto de la colonia, sino tan solo a una empresa que el propio Lewis Jones iba a crear, estallaron las protestas. Unos días más tarde, Lewis Jones perdió su cargo de presidente y abandonó Rawson para exiliarse en Buenos Aires. Otras siete personas, entre ellas el doctor Thomas Greene, también decidieron marchar. Mientras tanto, llegaron alimentos y William Davies fue elegido presidente. Igualmente, la idea de desplazarse a Santa Fe seguía ganando adeptos y finalmente ocurrió.
Los colonos, encabezados por Aaron Jenkins (cuya esposa Rachel fue la primera en plantear la idea de la utilización sistemática de los canales de riego), pronto descubrieron que las tierras aledañas al Río Chubut (en galés, Afon Camwy, "río sinuoso") solo son fértiles si eran regadas. Entonces, establecieron por primera vez la Argentina un sistema de riego basado en el río; el sistema consistía en regar un área de 3 o 4 millas (5 o 6 km) a cada lado de la milla 50 (80 km) desde el tramo de río y la creación de las tierras más fértiles de la Argentina. Al principio, los colonos eran en gran parte autónomos, con todos los hombres y mujeres de 18 años de edad o más con derecho a voto. En 1885 la producción de trigo alcanzó 6000 toneladas, con el trigo producido por la colonia, los galeses han ganado la medalla de oro en las exposiciones internacionales en París y Chicago.
Hacia 1874, se originaba el segundo poblado de la colonia en las orillas del río: Gaiman.

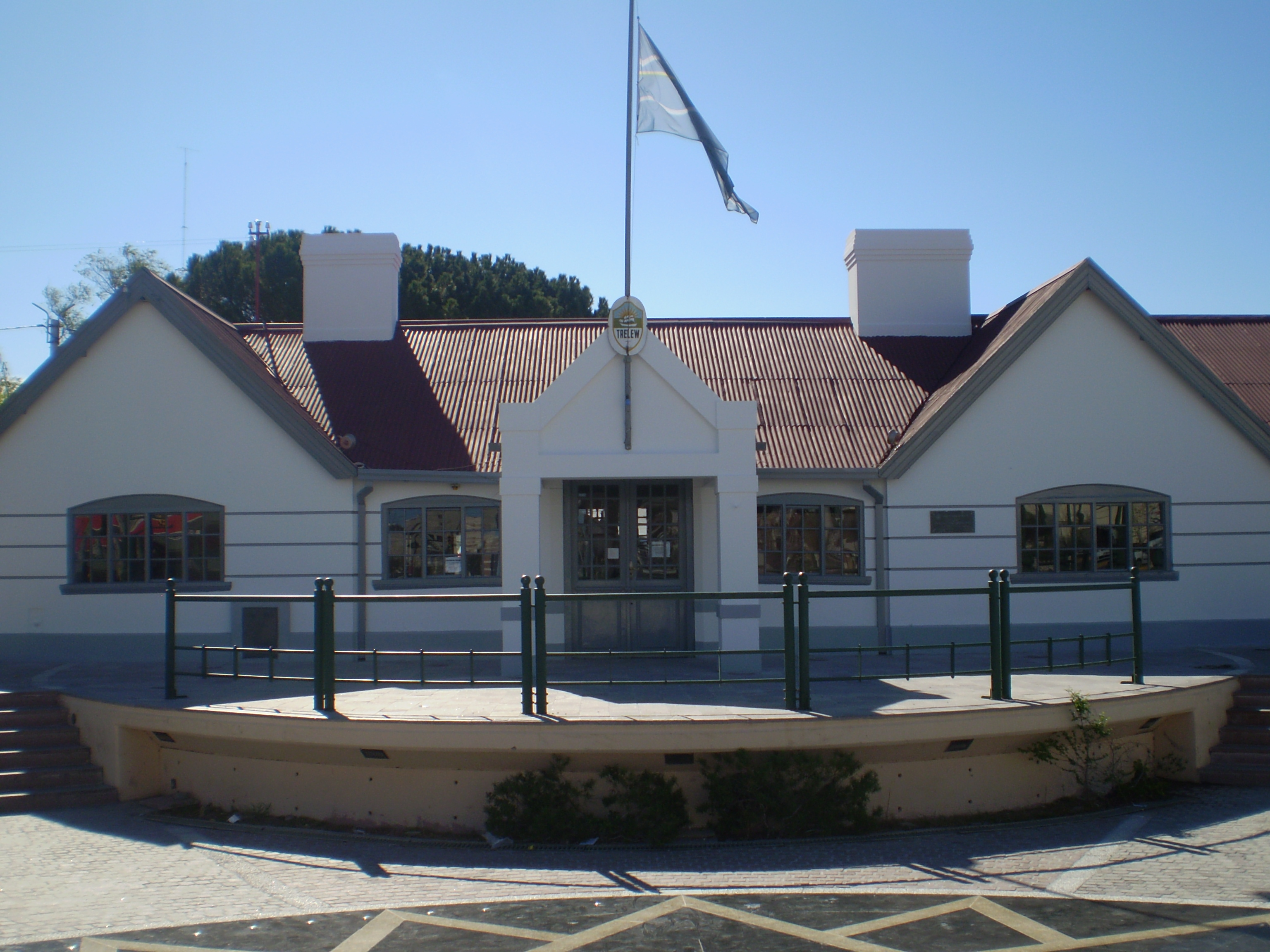
Estación Trelew del Ferrocarril

La desembocadura del río Chubut era difícil de navegar, por ser poco profunda y con bancos de arena cambiantes, y se decidió que se necesitaba un ferrocarril para conectar el valle del Chubut a Puerto Madryn (originalmente Porth Madryn) en el Golfo Nuevo, en la parte sur de la península Valdés. Lewis Jones fue la fuerza impulsora, y en 1884 el Congreso argentino autorizó la construcción del Ferrocarril Central del Chubut propiedad de Lewis Jones y Cía. El aumento de los fondos para el proyecto a nivel local fue difícil, por lo que Lewis Jones se trasladó al Reino Unido para buscar fondos, cuando se alistó la ayuda de Azhabel P. Bell, un ingeniero. Las obras del ferrocarril comenzaron en 1886, ayudado por la llegada de otros 465 colonos galeses en el Velero Vesta. La ciudad que creció por ser la cabeza del ferrocarril fue nombrada Trelew (Pueblo de Lew) en honor a Lewis Jones. La ciudad creció rápidamente y en 1888 se convirtió en la sede de la Compañía Mercantil del Chubut.
El ferrocarril luego fue extendido hacia Gaiman en 1909 y posteriormente, durante la década de 1920, hacia Playa Unión y Las Plumas.

### Expansión hacia los Andes 1885-1902

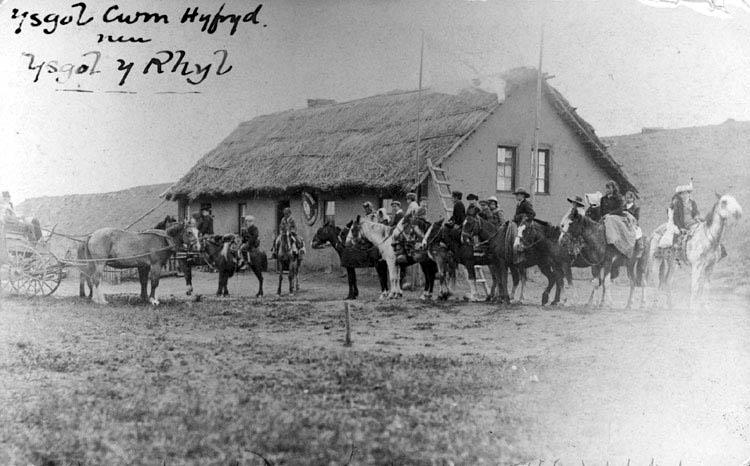
Edificio original de la Escuela Nacional 18 luciendo el escudo nacional de chapa y la bandera de Argentina.

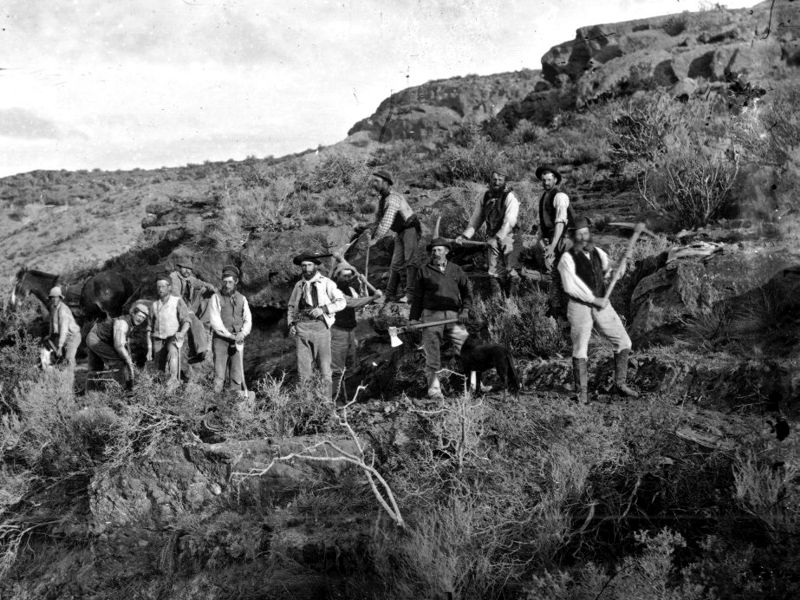
Grupo de hombres ocupados, en 1889, en la construcción del camino que uniría el Valle del Chubut con los Andes, en plena meseta patagónica

A mediados de la década de 1880, la mayor parte de la buena tierra agrícola en el valle inferior del Chubut había sido ocupada, y los colonos montaron una serie de expediciones para explorar otras partes de la Patagonia para buscar más tierra cultivable y, también, encontrar oro.
En febrero de 1884, ocurrió en el valle de los Mártires, uno de los pocos cruces entre colonos y Tehuelches. Durante una travesía hacia los Andes, John Daniel Evans y su grupo, se cruzaron en el río Gualjaina con indios Tehuelches encabezados por el cacique Foyel. Los galeses decidieron dar marcha atrás y regresar al valle del Chubut, pero los indios los persiguieron hasta el sector del valle, cerca de Las Plumas, donde durante un ataque tres de los cuatro viajeros fallecieron. Evans logró sobrevivir, gracias a la acción de su caballo llamado Malacara.
En 1885, los galeses pidieron al gobernador del Territorio Nacional del Chubut, Luis Jorge Fontana, el permiso para organizar una expedición para explorar la zona andina de la provincia. Fontana decidió acompañar a la expedición en persona. A finales de noviembre de 1885 habían llegado a una zona fértil que denominaron en galés "Cwm Hyfryd" (Valle Hermoso). Este valle se convirtió en el lugar de otro asentamiento galés, llamado en castellano "Colonia 16 de Octubre". A medida que la población creció aquí, las ciudades de Esquel y Trevelin fueron fundadas.
Esta zona se convirtió en el objeto de una disputa entre Argentina y Chile. Inicialmente, la frontera fue definida por una línea que une los picos más altos de la zona, pero más tarde quedó claro que esta línea no era la misma que la línea que separa las cuencas, con algunos de los ríos de la zona que fluye hacia el oeste. Argentina y Chile coincidieron en que el Reino Unido debía actuar como árbitro y los puntos de vista de los colonos galeses fueron escrutados. En 1902, a pesar de una oferta chilena de una legua de tierra por familia, votaron a favor de permanecer en Argentina.

### Colonia Sarmiento
Francisco Pietrobelli, era un veneciano llegó como obrero para las obras del Ferrocarril. En 1895, se unió al Club Social de Gaiman, que se trataba de un club integrado por personalidades de esa localidad, con el fin de organizar expediciones de colonización en otros sectores del Chubut. Hacia 1896, presentó ante el gobernador Conesa la concesión del sur del lago Colhué Huapi, para formar una colonia agropecuaria. El pedido fue avalado por inmigrantes e hijos de inmigrantes de origen galés e italiano.
El 27 de junio de 1897, el Gobierno Nacional otorgó por decreto las tierras para fundar una colonia llamada Ideal. En noviembre, partió desde Rawson junto con galeses e italianos. Entre los primeros habitantes cabe destacar el gran número de familias de origen galés.

### Problemas en el valle inferior del Chubut 1899-1915

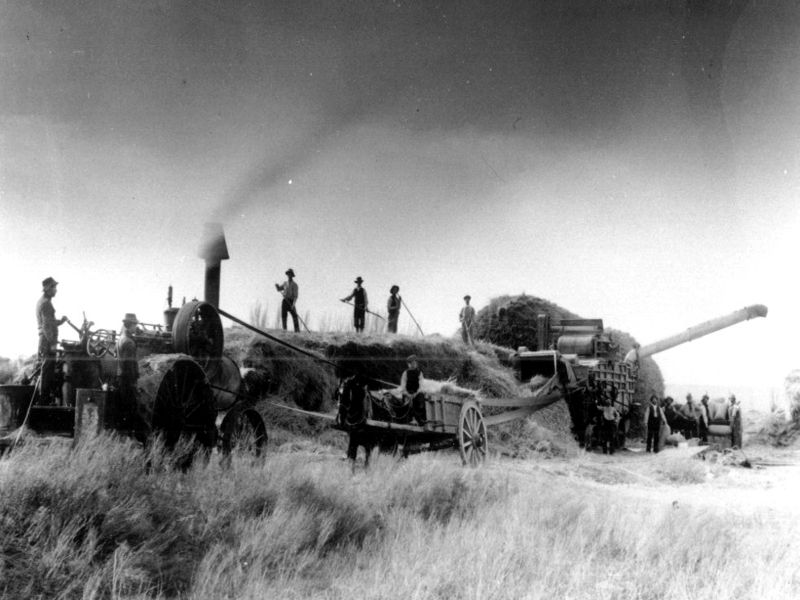
Grupo de hombres ocupados en la tarea de la trilla, hacia 1910

Un daño grave fue causado por las inundaciones de los años 1890 y 1900, que devastaron Rawson y Gaiman a un menor grado, a pesar de que Trelew no se vio afectada. También hubo un desacuerdo entre los pobladores y el gobierno argentino, que introdujo un servicio militar obligatorio e insistió en el ejercicio de varones de edad militar los domingos. Esto iba en contra de los principios de los colonos y causó mucho malestar, aunque el asunto fue finalmente resuelto por la intervención del presidente argentino Julio Argentino Roca. Estos factores, junto con la falta de tierra cultivable sin ocupar causó que 234 personas volvieran desde Puerto Madryn a Liverpool a bordo del Orissa el 14 de mayo de 1902. 208 de ellos luego de viajar a Canadá en otro barco, llegaron primero a Winnipeg y asentándose en Saltcoats, Saskatchewan a finales de junio, aunque algunas de estas familias después volvieron a Chubut.
Aquella decisión surgió después de que dos personas emigraran a Canadá. Un representante de dicho país viajó a la Patagonia para ayudar con los preparativos y con la promesa del gobierno canadiense de que se habían reservado tierras para los galeses. Pero, la mayoría de los colonos eran demasiado pobres como para plantearse emigrar, de manera que se estableció un fondo especial en el Reino Unido para proporcionarles ayuda financiera. Se recibieron donaciones del Príncipe de Gales, de Joseph Chamberlain, secretario de estado para las colonias, y de diputados galeses. El dinero recaudado sirvió para ayudar al pago de los pasajes de unos 200 emigrantes de la Patagonia a Canadá a bordo del Orissa.
Algunos otros colonos se trasladaron a la zona del Río Negro. Muchos de los que salieron de Chubut fueron personas que por haber llegado tarde, no habían logrado obtener su propia tierra, y fueron reemplazados por inmigrantes de Gales. A finales del siglo XIX existían cerca de 4.000 personas de origen galés que vivían en Chubut. La última inmigración sustancial de Gales y desde otras colonias del Mundo tuvo lugar poco antes de Primera Guerra Mundial.

### Desarrollo posterior

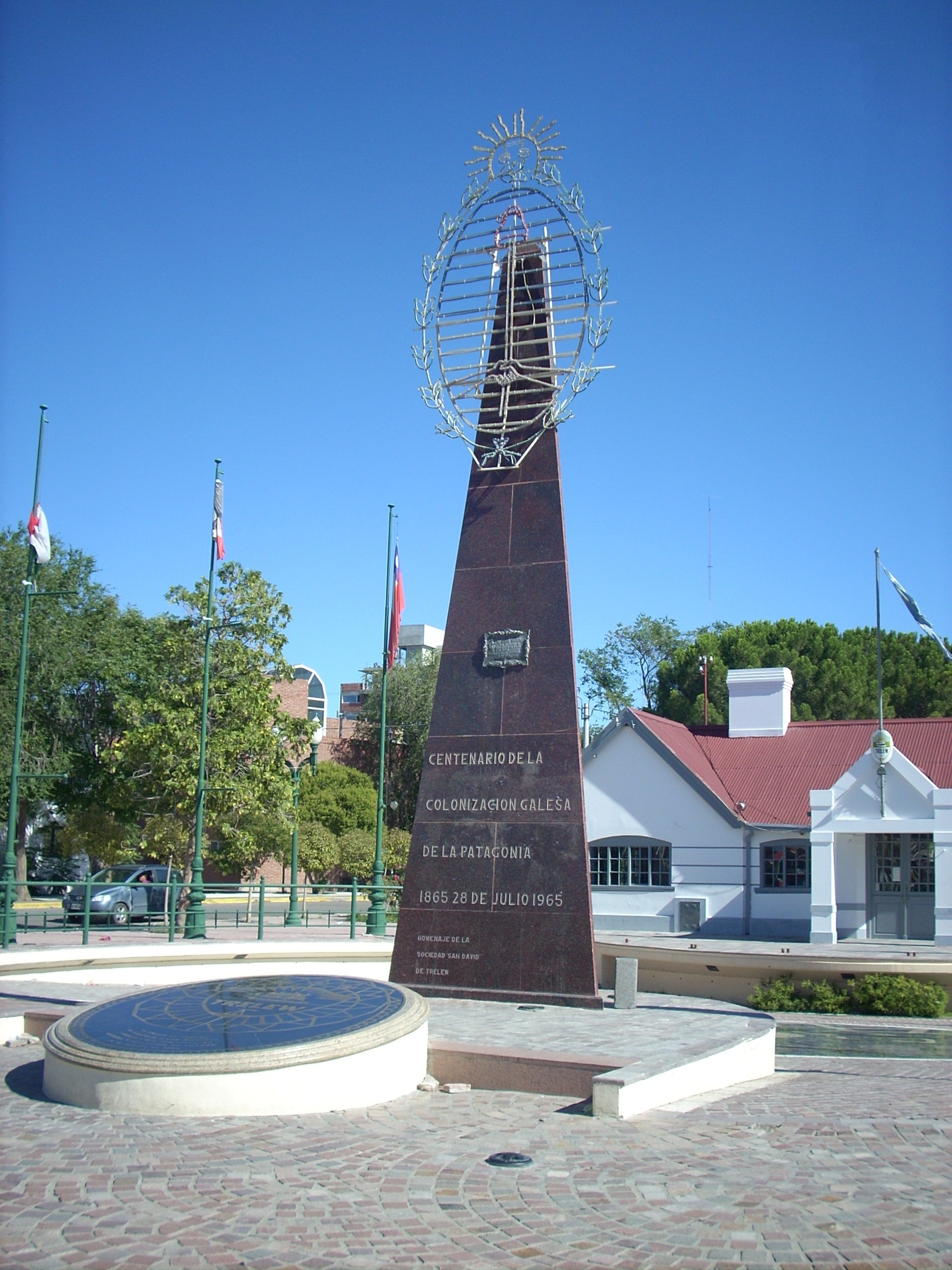
Monumento del Centenario de la Colonia Galesa en Trelew. El texto está escrito en castellano, galés e inglés.

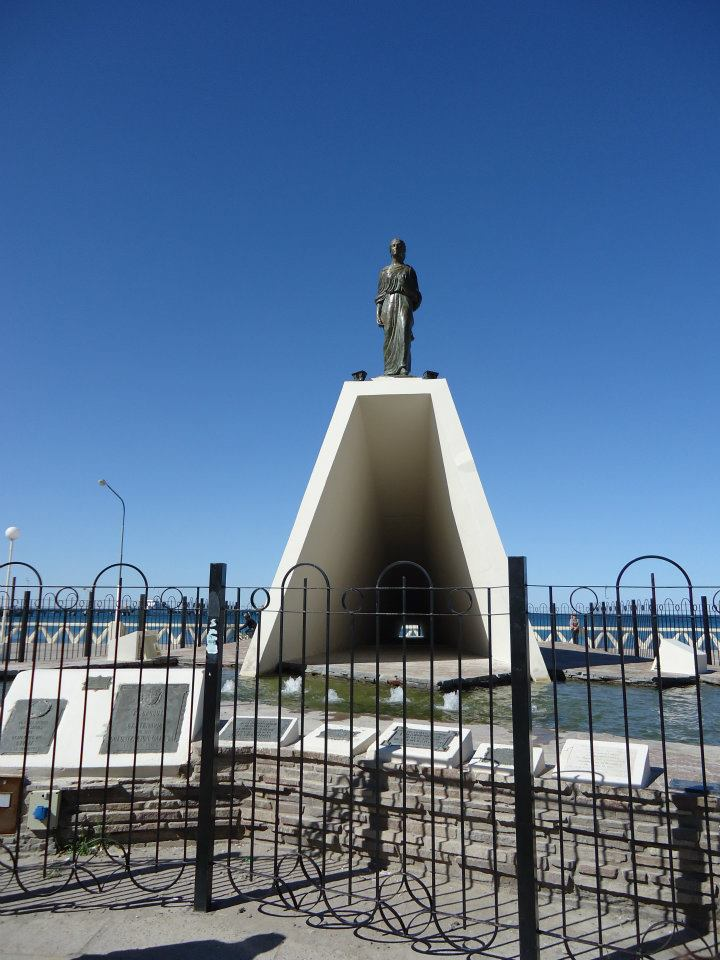
Monumento a la Mujer Galesa en Puerto Madryn

Con el tiempo la colonia resultó un éxito notable, aunque la inmigración a la zona después de 1914 se debió principalmente a partir de Italia, España, Portugal y otros países. Esto provocó que los galeses poco a poco se convirtieron en una minoría. Así como el sistema de riego, la creación de un Sociedad Cooperativa (la Compañía Mercantil del Chubut) era crucial. La sociedad cotiza en nombre de los colonos en Buenos Aires y actuó como un banco con 14 sucursales. La sociedad fuertemente basada en las capillas también fue importante, con un énfasis en la ayuda mutua y el apoyo, actividades sociales y de seguros. Sin embargo, la Sociedad Cooperativa se derrumbó en la Gran Depresión de 1930 y muchos perdieron sus ahorros. La construcción de una represa en el Río Chubut a 120 km al oeste de Trelew, inaugurado el 19 de abril de 1963, elimina el riesgo de inundaciones en el Valle Inferior del Chubut.
Los galeses han dejado su huella en el paisaje, con molinos de viento y capillas en toda la provincia, incluyendo una distintiva hecha de madera y zinc corrugado (la Capilla Salem) y en Trelew el Salón San David, un intento de reproducir la Catedral de San David en Pembrokeshire. Muchos de los asentamientos y zonas rurales a lo largo de los valles poseen nombres en galés, como Hendre, Bryn Gwyn, Drofa Dulog, Tyr Halen, Treorky, Glyn Du, entre otros.
A través de los años el uso de la lengua galesa ha disminuido, y hubo poco contacto entre Gales y Chubut durante muchos años después de 1914. Las cosas comenzaron a cambiar cuando un gran número de personas de Gales visitó la Patagonia en 1965 para las celebraciones de conmemoración del centésimo aniversario de la colonia. Desde entonces, ha habido un gran aumento en el número de visitantes de Gales. Los maestros son enviados para ayudar a mantener la lengua viva, y hay algo de prestigio social en el conocimiento de la lengua (incluso entre personas que no son de ascendencia galesa). Todavía hay importantes actividades culturales, incluyendo la del té galés en las capillas el 28 de julio y en las casas de té en Gaiman, la poesía, entre otros.
Además, para el centenario de la colonia, se inauguraron varios monumentos, uno en Trelew y dos en Puerto Madryn (el Monumento a la Mujer Galesa y el Monumento al Indio Tehuelche). También, el Correo argentino emitió una estampilla conmemorativa con la imagen del Velero Mimosa. El Servicio Mundial de la BBC emitió programación en idioma galés para la Patagonia entre 1945 y 1946.
En noviembre de 1995, la Princesa de Gales, Lady Di, visitó la colonia galesa, realizando un avistaje de ballenas en Puerto Pirámides y tomando el té en Gaiman. Cuando visitó la casa de té Ty Te Caerdydd, un coro cantó algunas canciones galesas y luego tomó el té y comió tarta de frambuesa. Luego de su fallecimiento en 1997, la casa de té aún conserva una taza, el plato, el mantel y la cuchara utilizados por ella. Además, todos los años, cada 31 de agosto, en homenaje se deposita un ramo de rosas rojas al pie una la vitrina con su foto.
Desde 1996, existen institutos de enseñanza del idioma galés en Esquel y Trevelin.
En 2006, los vínculos entre el Valle del Chubut y Gales se subrayaron una vez más, esta vez en un contexto deportivo. El primero de una serie de partidos de Rugby entre Selección de rugby de Argentina y la Selección de rugby de Gales se jugó en Puerto Madryn, con una victoria de 27-25 para Argentina. Otro ejemplo de la relación entre Argentina y Gales es que el Centro de Gales en Londres ha sido durante muchos años uno de los principales lugares para bailar tango argentino.

### Galeses-argentinos en la guerra de Malvinas

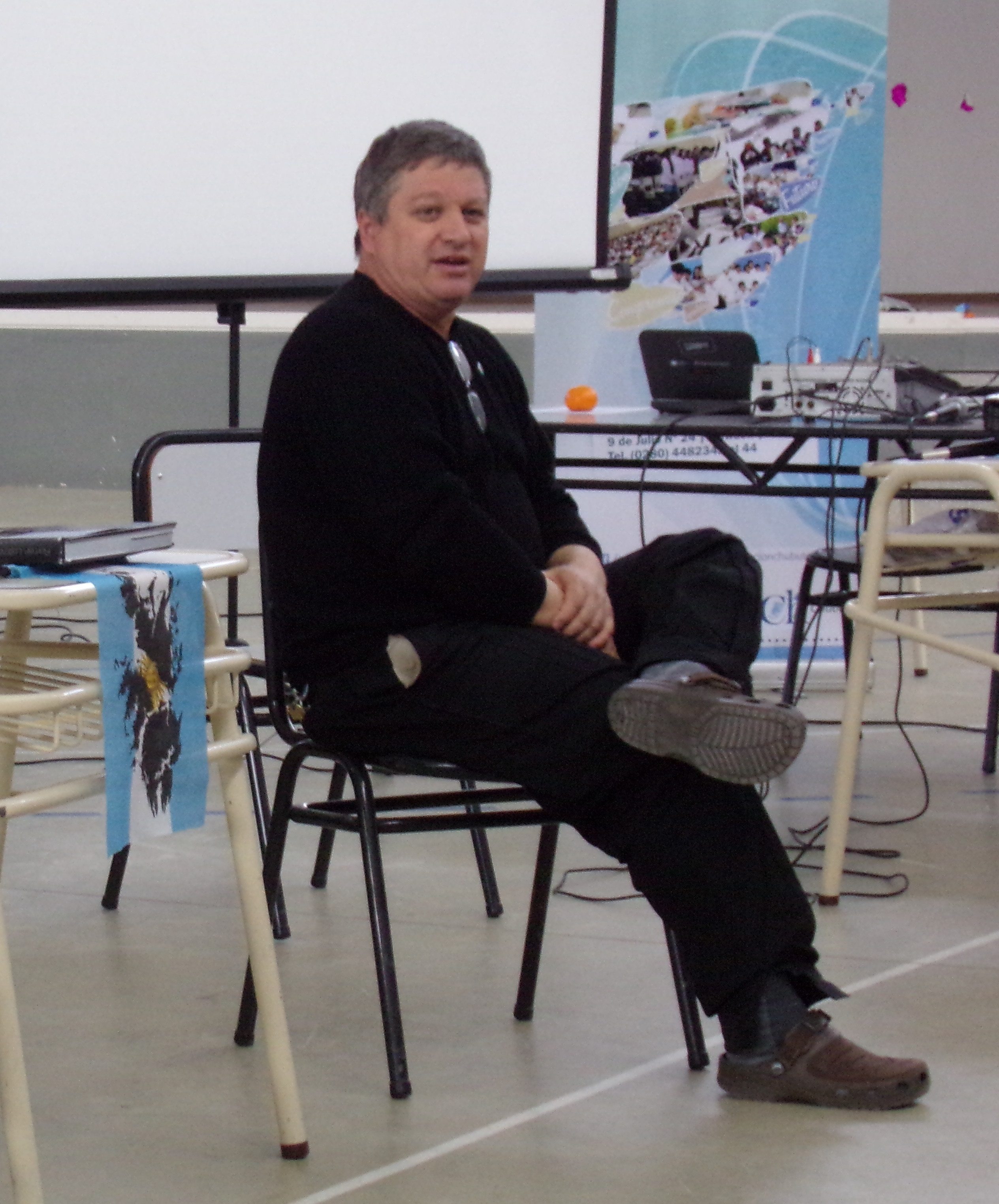
Milton Rhys, veterano de Malvinas, en 2015.

En la guerra de las Malvinas de 1982, los hablantes de galés lucharon en ambos bandos; unos de Gales y otros provenientes de Chubut. La comunidad galesa-argentina, pese a su origen británico, apoya el reclamo de soberanía argentino de las islas.
Ricardo Andrés Austin fue el único soldado argentino de ascendencia galesa que falleció en la guerra, en la batalla de Pradera del Ganso. Austin fue condecorado con la Medalla al Muerto en Combate y fue declarado «héroe nacional» por la ley 24.950 promulgada el 3 de abril de 1998, y corregida por la ley 25.424 promulgada el 10 de mayo de 2001, junto con otros combatientes argentinos fallecidos en la guerra de las Malvinas. Austin había nacido en Esquel en 1963, su bisabuelo provenía de Gales, y sus restos se encuentran en el cementerio de Darwin. Existe un monumento en su honor en la localidad de Tecka.
Milton Rhys, descendiente de galeses y nacido en el valle del Chubut, con solo 19 años de edad participó en el conflicto como operador de radio y traductor de inglés en la Casa de Gobierno de las Islas Malvinas, siendo testigo de las comunicaciones y órdenes que recibía el gobernador Mario Benjamín Menéndez.

### Sesquicentenario de la colonia
- Wikimedia Commons alberga una categoría multimedia sobre Sesquicentenario de la colonia.

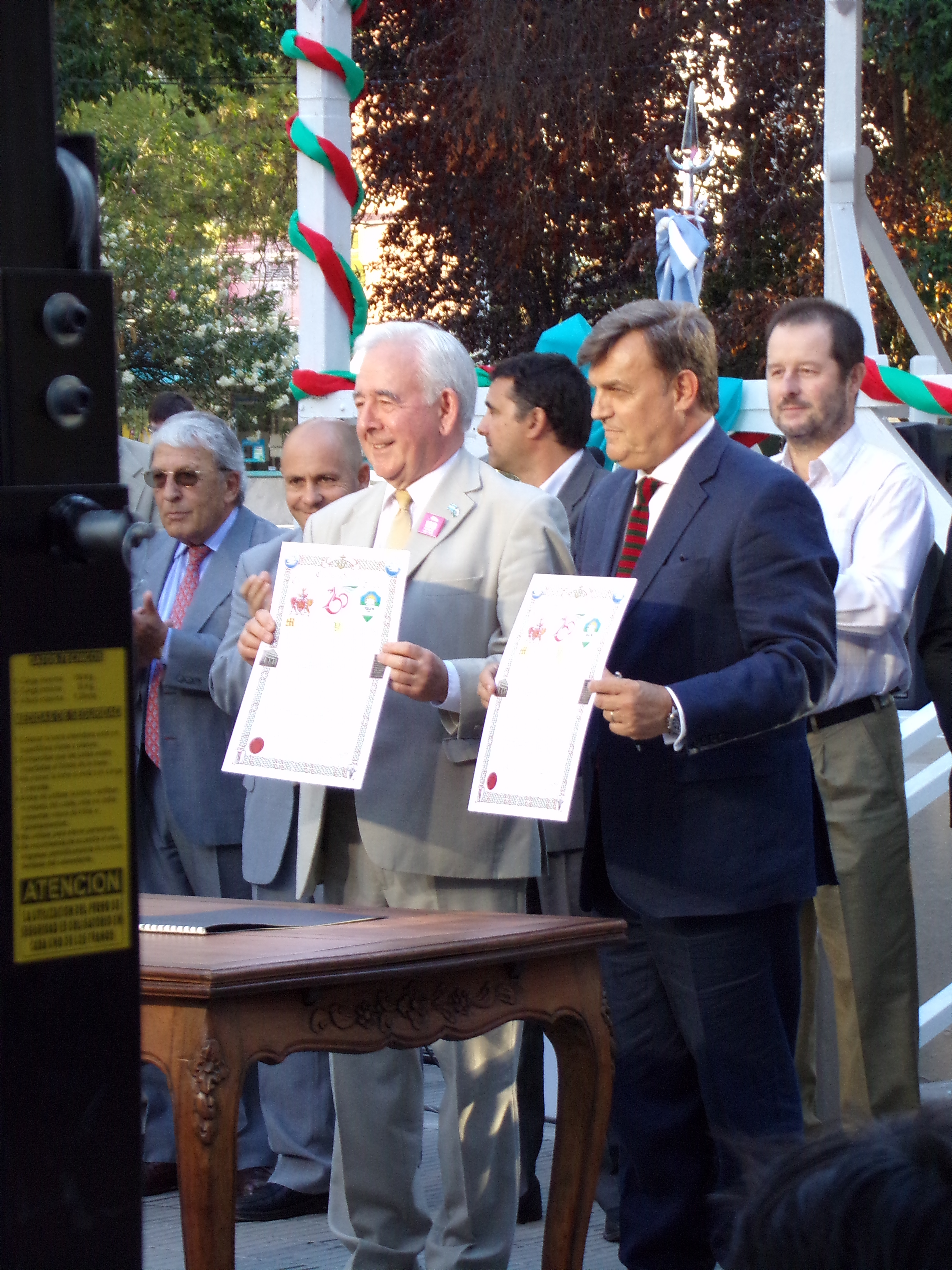
Presentación del acuerdo de hermanamiento entre Trelew y Caernarfon. Más fotos en Wikimedia Commons.

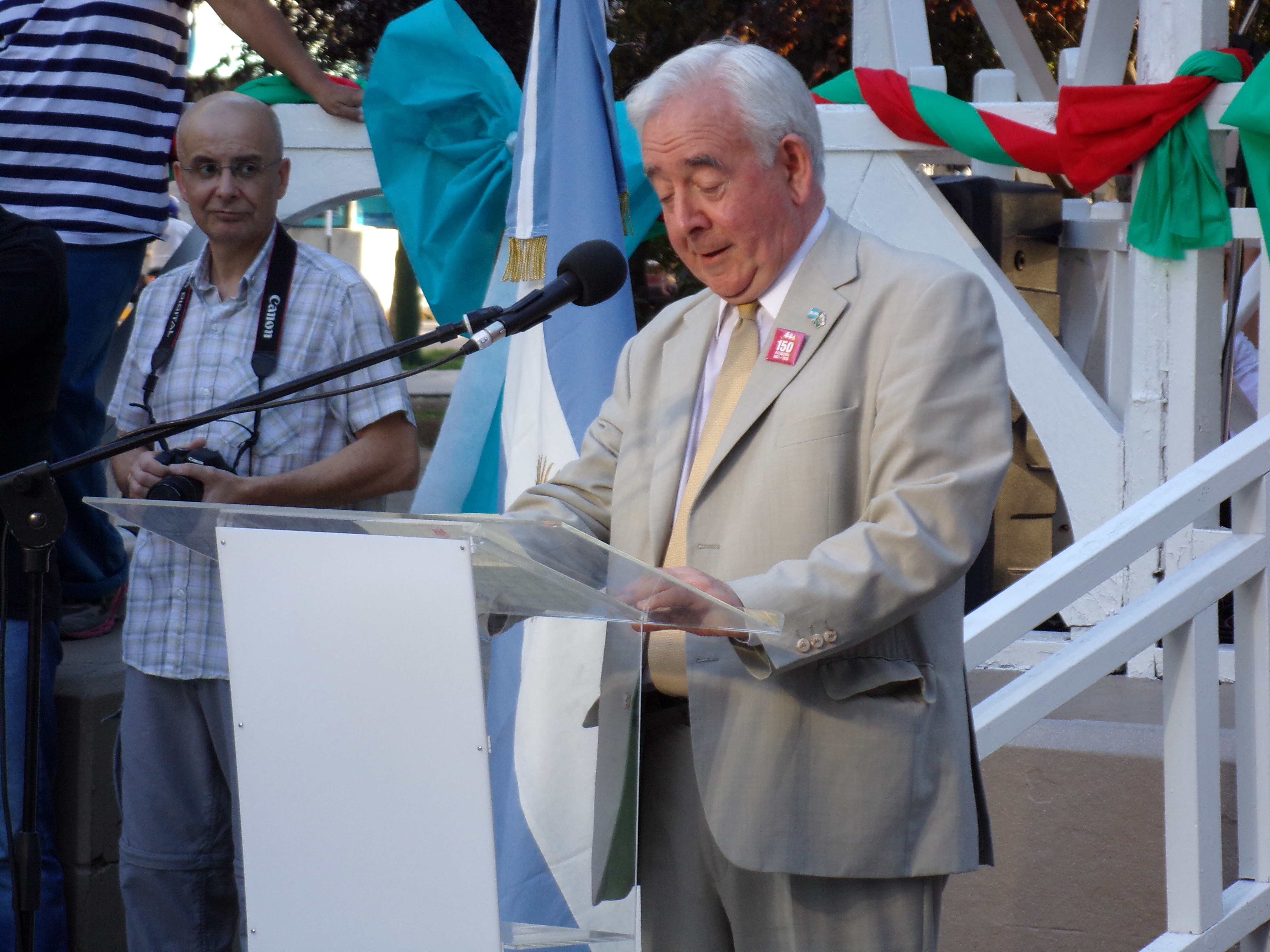
Dafydd Wigley hablando en Trelew.

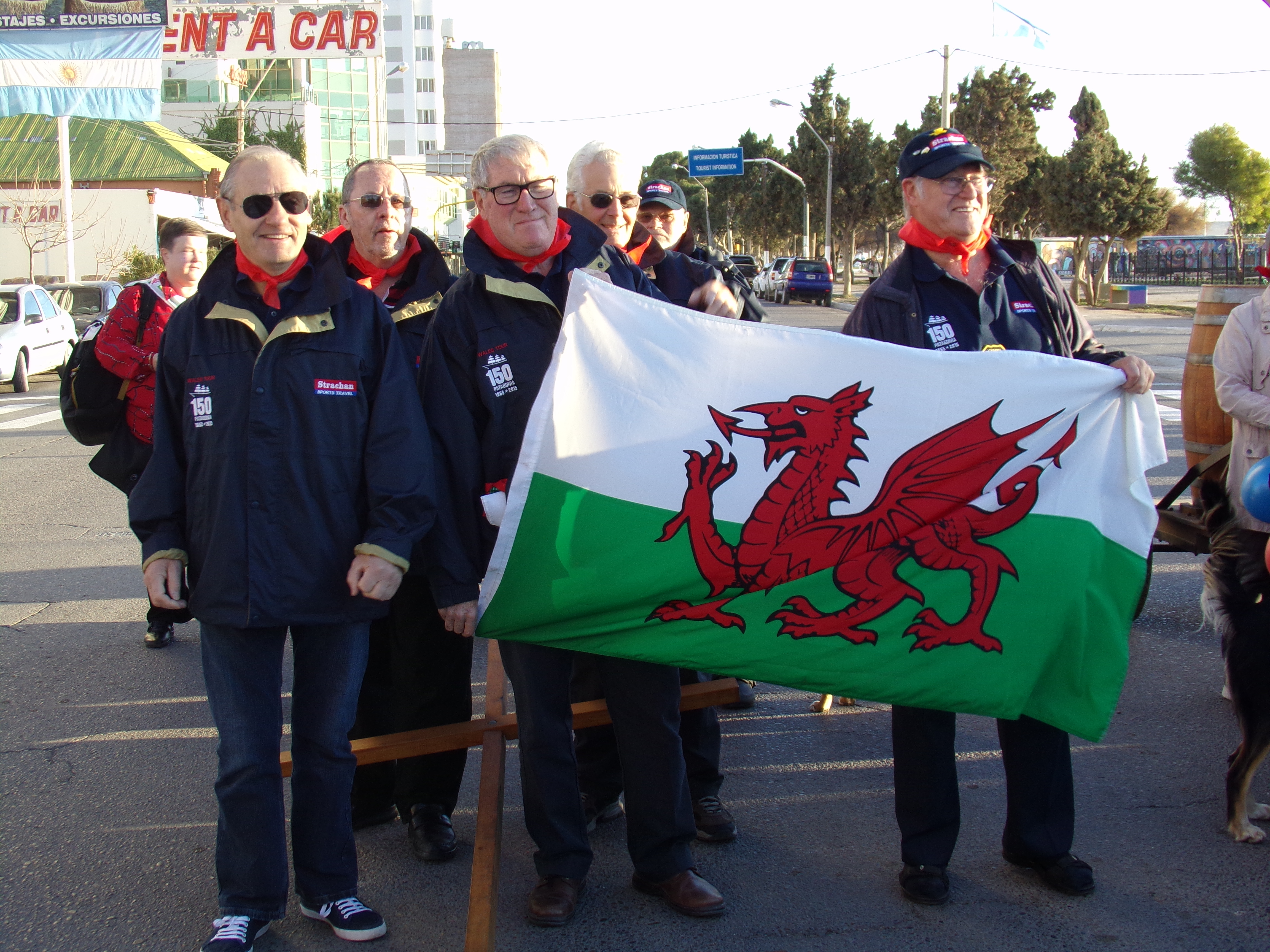
Una comitiva galesa en Puerto Madryn, el 28 de julio de 2015.

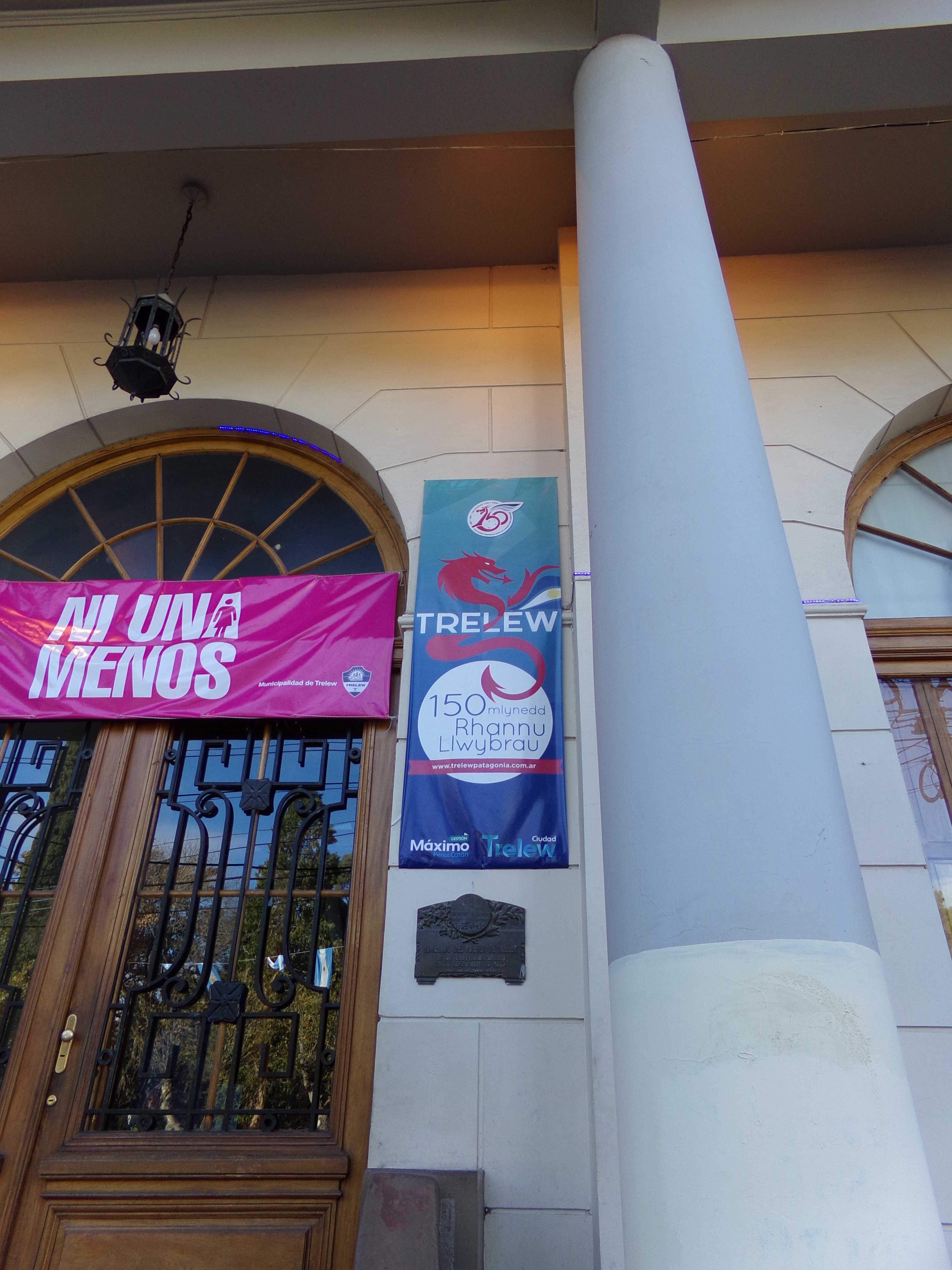
Cartel en idioma galés en la puerta de la Municipalidad de Trelew por los 150 años de la colonia.

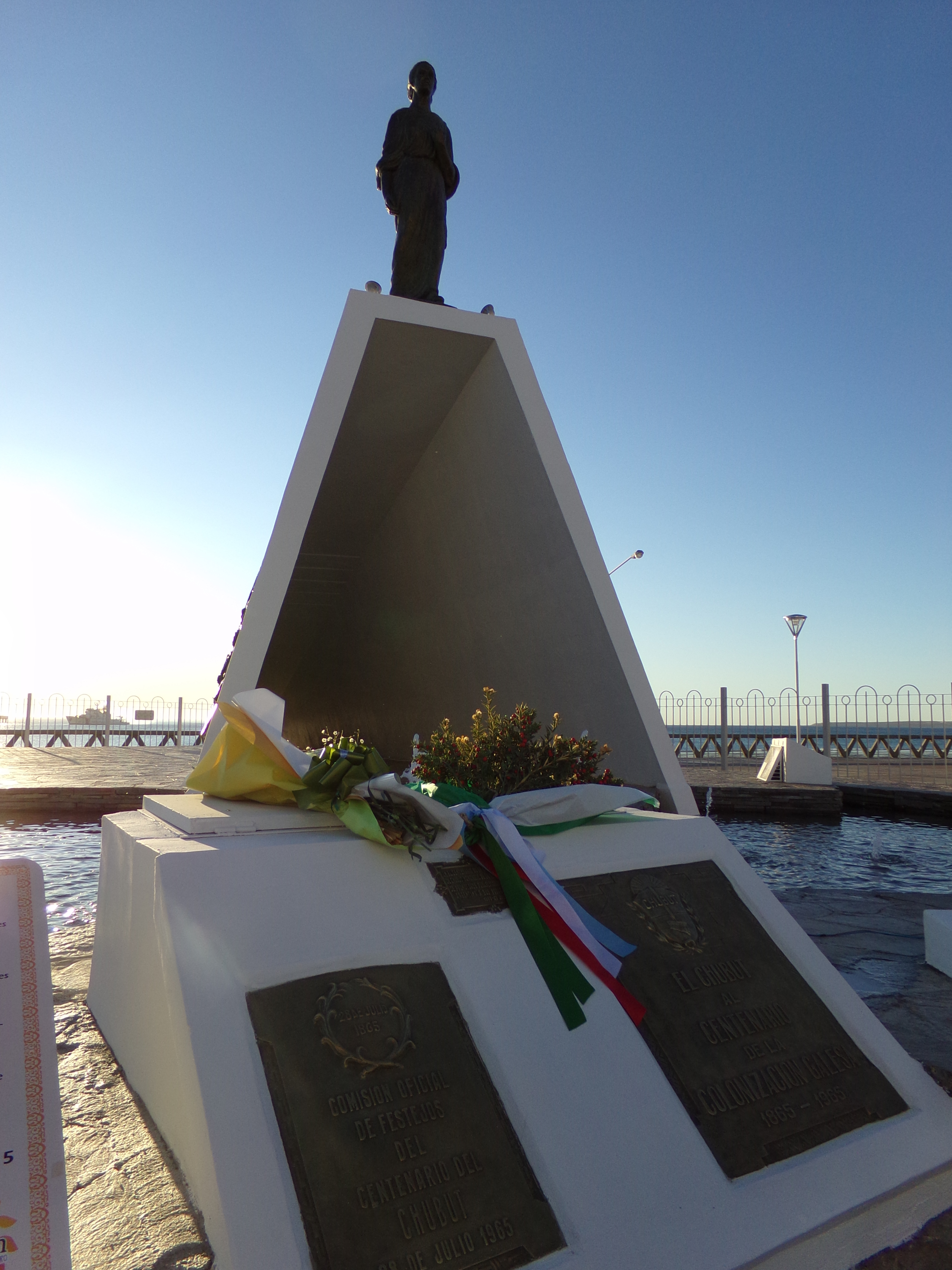
Ofrendas florales colocadas en el Monumento a la Mujer Galesa de Puerto Madryn.

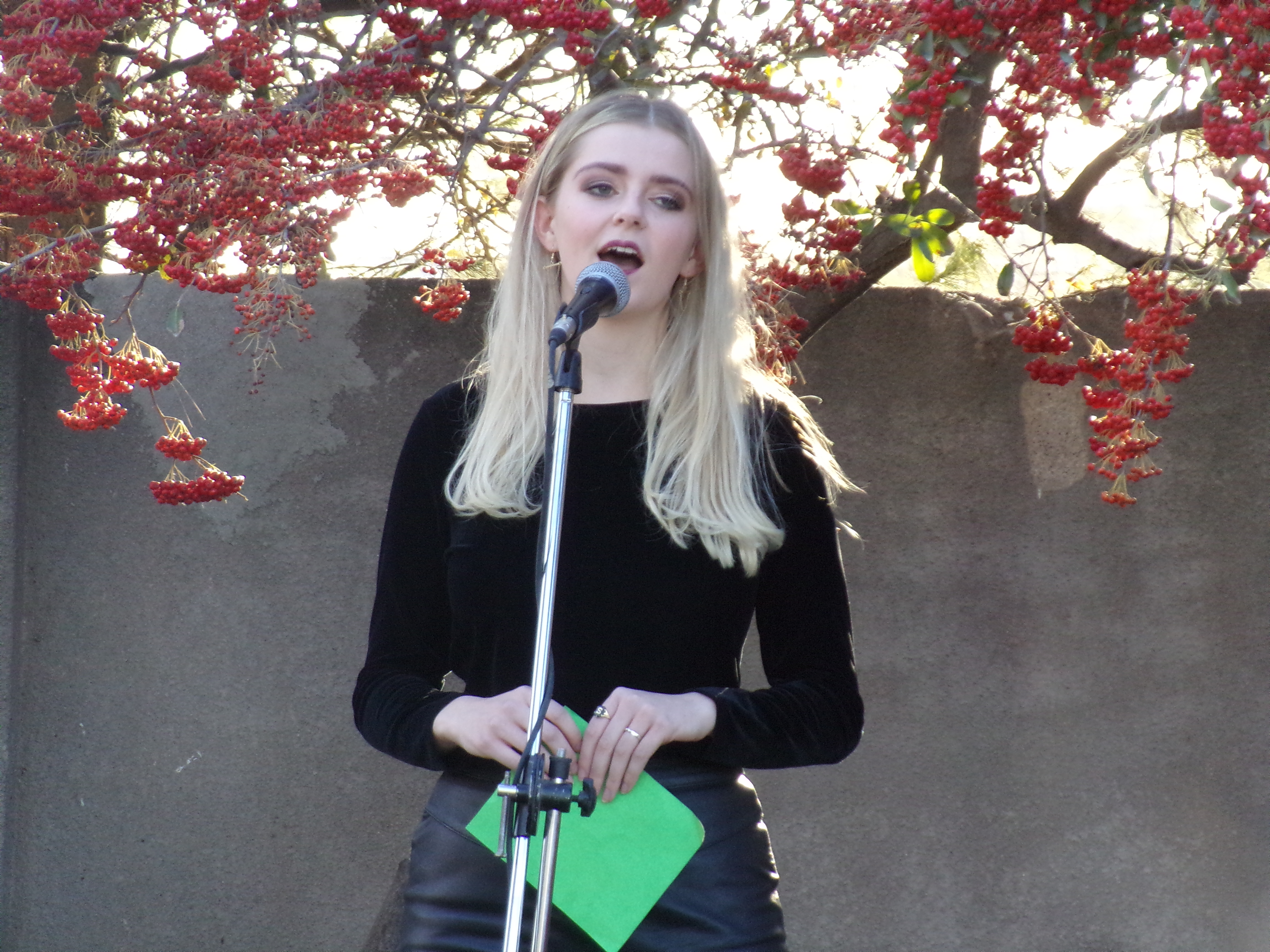
Casi Wyn, cantante galesa, en la capilla Moriah.

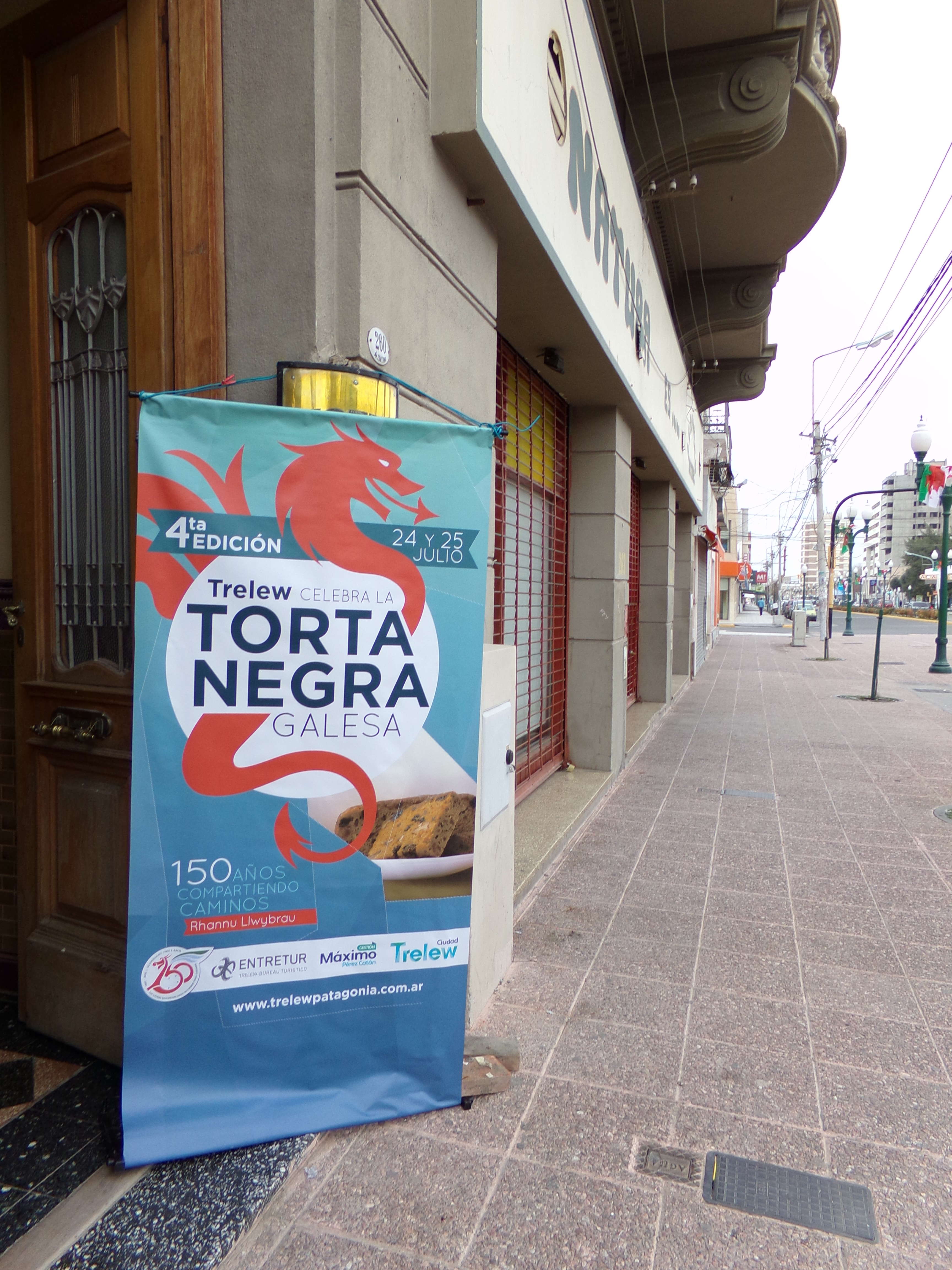
Fiesta de la Torta Negra Galesa en el Hotel Touring Club.

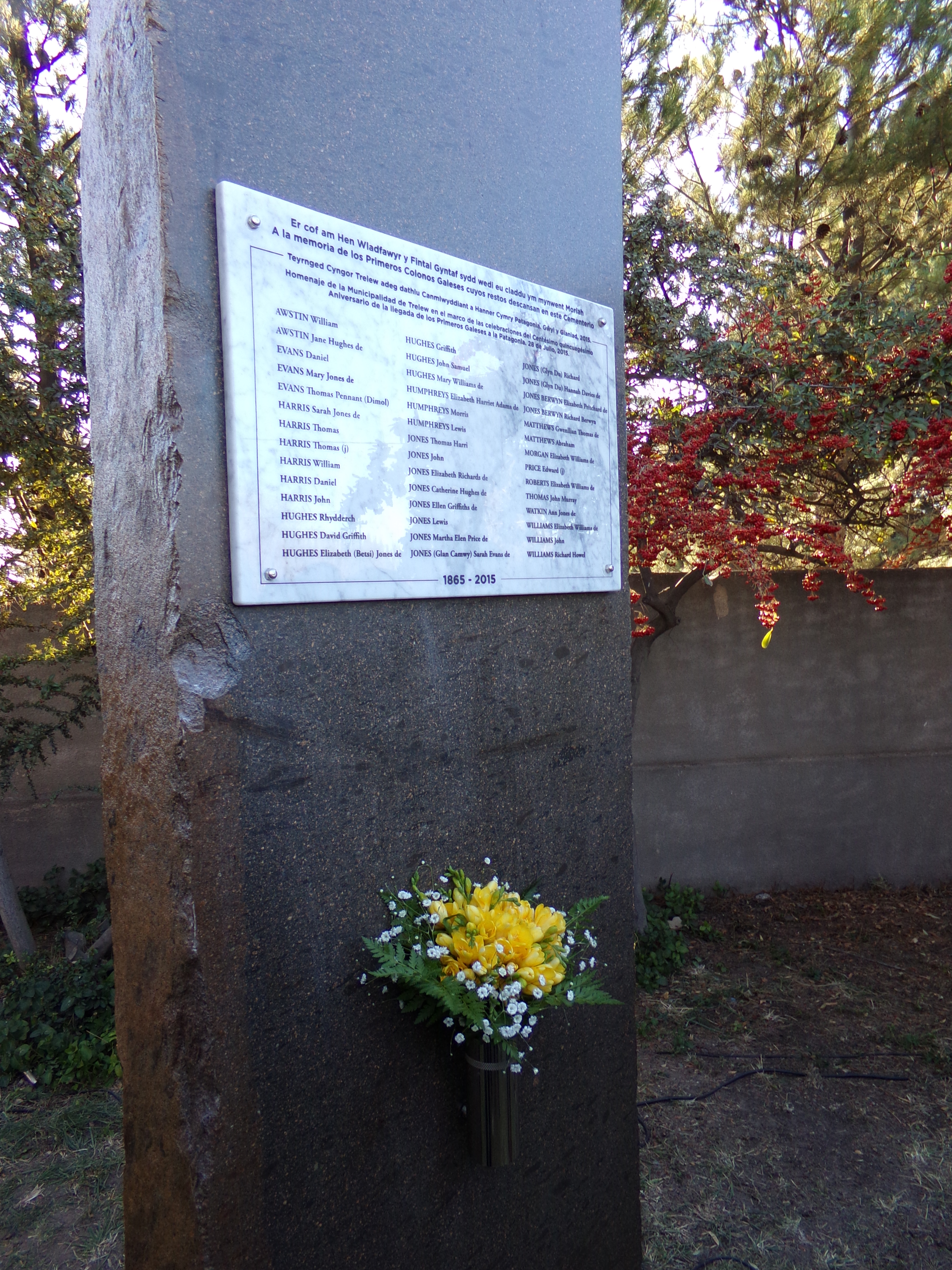
Monumento inaugurado en la capilla Moriah el 28 de julio de 2015 con los nombres de los colonos enterrados allí.

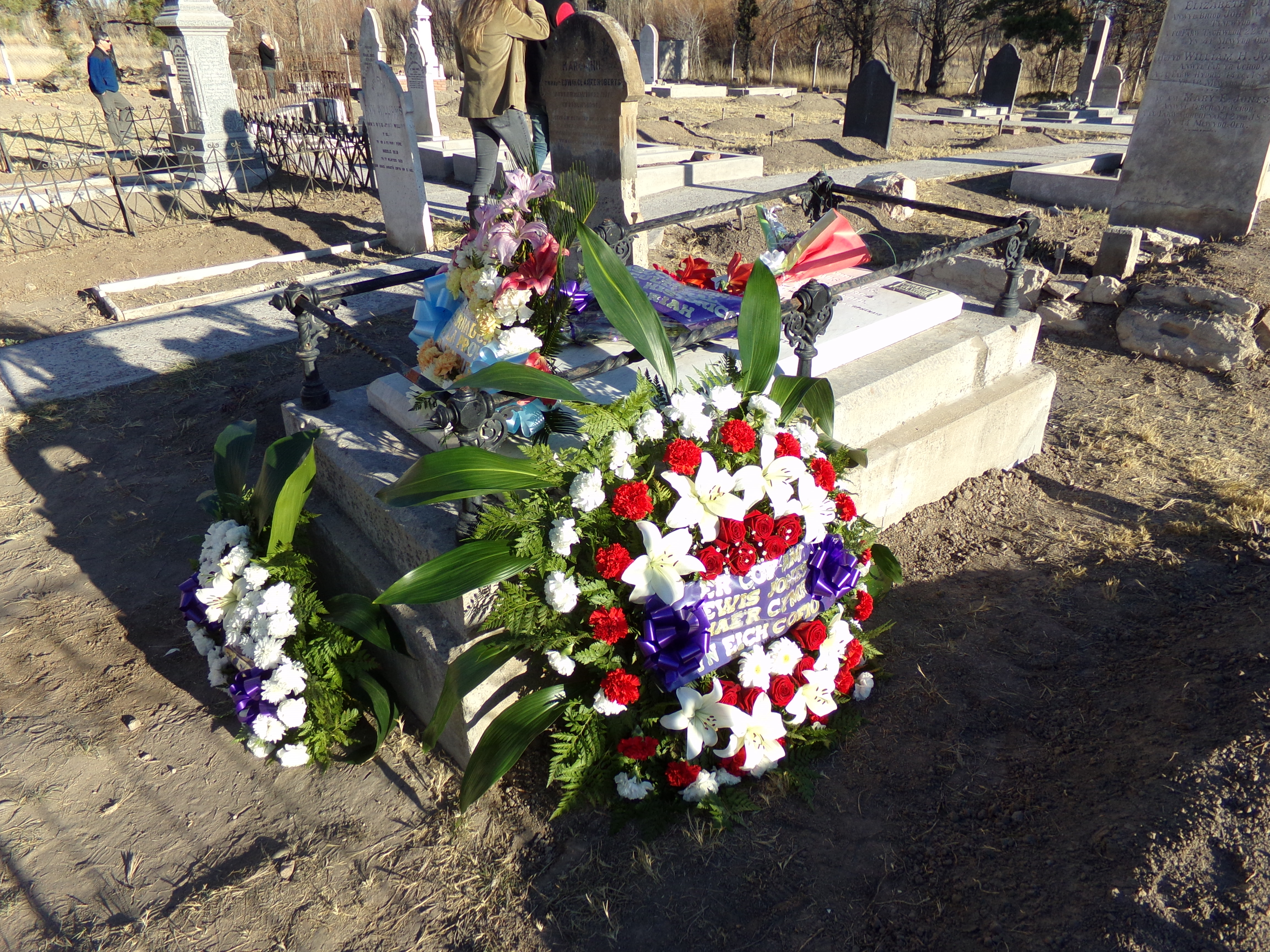
Ofrendas florales en la tumba de Lewis Jones.

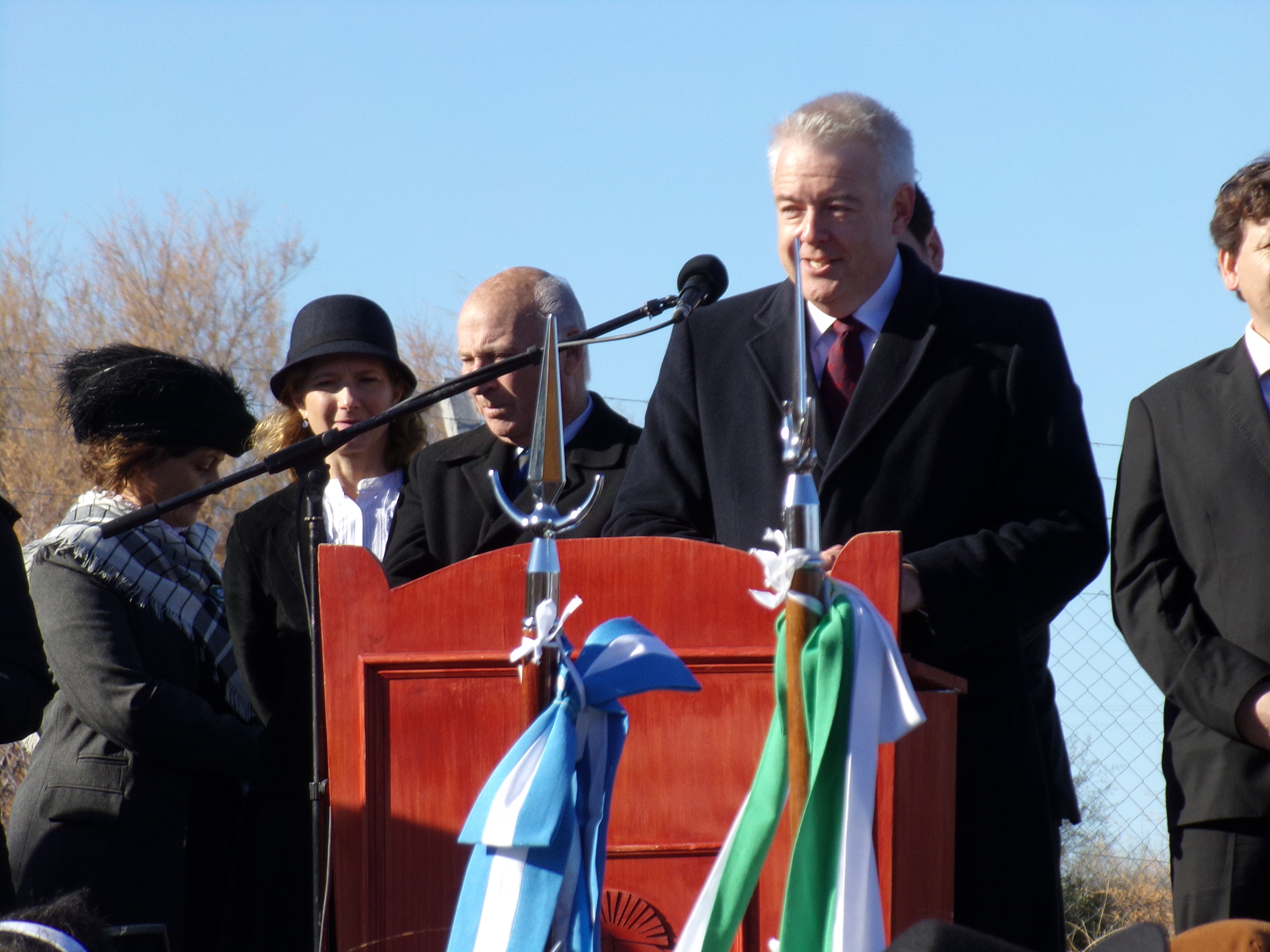
Carwyn Jones hablando en Puerto Madryn.

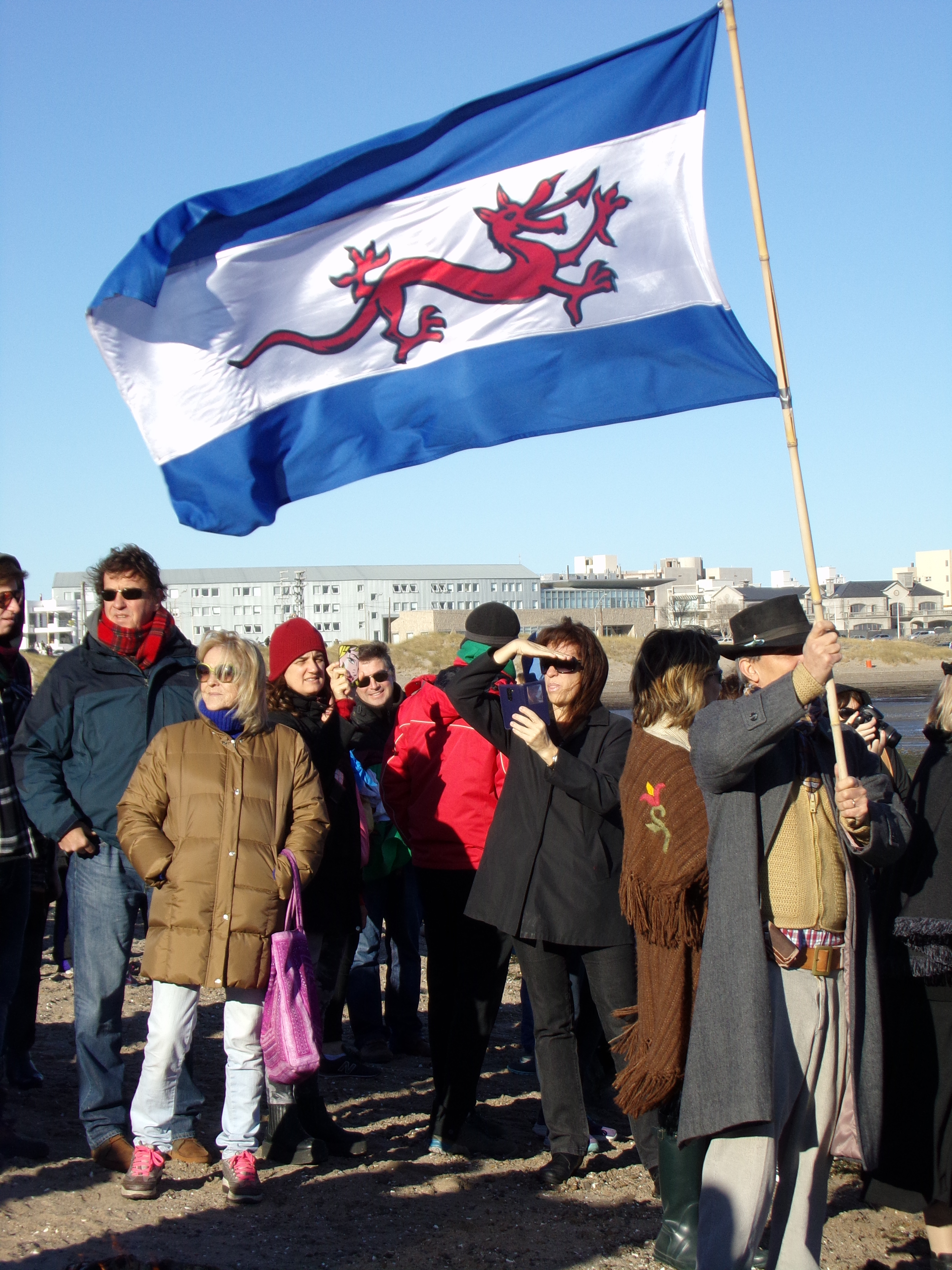
Hombre con la bandera de la colonia galesa.

El 28 de julio de 2015 se celebraron los 150 años del inicio de la colonia galesa del Chubut (en galés: 150 Mlwyddiant y Wladfa Gymreig). El evento se celebró en varias ciudades del Chubut (Puerto Madryn, Rawson, Trelew, Gaiman, 28 de julio, Dolavon, Esquel, Trevelin, Sarmiento y Comodoro Rivadavia), al tiempo que se trabajó en el fortalecimiento de la lengua galesa, remodelación de infraestructuras culturales, presentación de libros, visitas ilustres, exposiciones, homenajes, juegos, espectáculos, entre otros.
La Asociación San David de Trelew, realizó en 2013 un concurso para elegir un isologotipo del evento. Para la celebración, participarán organizaciones de Chubut y de Gales, que realizan desde 2013 viajes a la Patagonia. Además, se creó en 2011 una Comisión Central para coordinar las actividades de subcomisiones de diferentes áreas temáticas y de las diferentes localidades chubutenses. Hasta el 2015, se realizaron diversas actividades y eventos como reuniones, foros, desfiles, cursos de idioma galés, cursos de gastronomía galesa, visitas turísticas, concursos, eventos deportivos, conciertos, muestras, presentaciones de libros e investigaciones, entre otros.

#### 2014
Entre mayo y junio de 2014, autoridades de Trelew y de asociaciones galesas realizaron una visita oficial a Cardiff, promocionando culturalmente y artísticamente la ciudad por la conmemoración de los 150 años de la colonia.
La Comisión Organizadora de los festejos inició en 2014 un censo del uso del idioma galés en la Argentina. Al mismo tiempo, se creó una asociación para formar la primera escuela bilingüe castellano-galés de Trevelin con el nombre de Ysgol Gymraeg yr Andes. El Consejo Deliberante de esta ciudad, declaró de «interés turístico-cultural» un proyecto de señalética plurilingüe (castellano-galés-mapudungun) para colocar en los principales sitios de Trevelin. El proyecto también incluye la recuperación de nombres originales de las chacras de la Colonia 16 de octubre.
También se han llevado a cabo festivales de arte celta con el nombre de Encuentro Patagonia Celta.

#### 2015
En enero de 2015 surgió la propuesta de hermanar Trelew con Caernarfon, ciudad donde nació Lewis Jones. El acuerdo quedó concretado el 28 de febrero ante la presencia del Lord Dafydd Wigley, parlamentario británico y presidente honorario de la Sociedad Gales-Argentina. Hacia fines de enero, las autoridades galesas de Caernarfon ya habían firmado el acuerdo. Este fue redactado tanto en galés como en español como eran los antiguos documentos de la colonia. El 24 de febrero, el Ministerio de Relaciones Exteriores recibió a Wigley y al resto de la delegación galesa. Wigley habló sobre su apoyo al diálogo entre la Argentina y el Reino Unido por la cuestión de las Islas Malvinas, destacando que la celebración de los 150 años de la llegada de los inmigrantes galeses «debería ser una oportunidad para reanudar las negociaciones» entre ambos países.
El acto del 28 de febrero fue el primero realizado por los 150 años de la colonia. Incluyó la presentación de los himnos de Argentina y de Gales, y videos de ambas ciudades hermanas. También se incluyó la visita de integrantes de la Comisión de Festejos del Sesquicentenario en el país de Gales, donde Wigley es presidente.
A mediados de abril de 2015 se realizó el primer festival literario argentino-galés en Gaiman.
En mayo de 2015, el gobierno local de Trelew anunció el dictado de clases intensivas de idioma galés gratuitas para los habitantes de la ciudad bajo el nombre de Cwrs Blasu («Saborear el idioma»). Ann-Marie Lewis, de Gales, viajó a la Patagonia para enseñar el idioma.
En Liverpool, Reino Unido, se celebraron los 150 años de la partida del velero Mimosa con una serie de eventos a fines del mes de mayo. Entre el 29 y 31 de mayo se llevó a cabo en la ciudad el Festival Mimosa, organizado por la Asociación de Patrimonio de los Galeses del Merseyside. El festival incluyó la presentación de un coro de niños de Trelew, conferencias en inglés y galés sobre la historia de la colonia y conciertos, entre otras actividades culturales.
El 28 de mayo se inauguró un monumento recordatorio en el puerto de la ciudad en el extremo oeste del río Mersey conmemorando la partida del Mimosa. El monumento está en galés e inglés, con el texto:

«Esta placa registra la salida de Liverpool del velero Mimosa el 28 de mayo de 1865, con 162 galeses (recordando también a los tres que salieron delante de ellos). Desembarcaron en Puerto Madryn, en la Patagonia, el 28 de julio de 1865 donde establecieron una colonia de habla galesa que sobrevive hasta estos días. Descubierta el 30 de mayo 2015 por la Señora Elan Jones».

El monumento, conformado por un pilar, incluye una imagen tallada del velero y la bandera de la colonia (las franjas celeste y blanca con el dragón galés en el centro).
El monumento fue presentado en una ceremonia, casi toda en idioma galés, donde participó la embajadora Argentina en el Reino Unido, Alicia Castro, el primer ministro de Gales, Carwyn Jones, la Archidruida Christine James (representando al Eisteddfod Nacional de Gales), el alcalde de Liverpool, Tony Conception, como así también representantes de organizaciones galesas y argentinas, representantes del gobierno de Chubut y chubutenses descendientes de los colonos, que residen en Gales. Además, estuvo presente Elan Jones, bisnieta de Edwin Cynrig Roberts. En total concurrieron alrededor de 500 personas.
La embajadora Castro habló en el acto y dijo que «la instalación de la colonia galesa en Argentina, que conserva sus tradiciones, su lengua y su identidad cultural, es un perfecto ejemplo del respeto, la amistad y oportunidades que brinda nuestro país a los descendientes de británicos», haciendo referencia a los habitantes británicos de las islas Malvinas. También, como lo hizo el Lord Dafydd Wigley, presente en el acto, solicitó el diálogo entre los gobiernos argentino y británico por la cuestión Malvinas. Wigley dijo: «Esperamos que estas celebraciones acerquen a nuestros dos países, el Reino Unido y Argentina. Confiamos que Gales y la Patagonia contribuirán a este objetivo».
Huw Edwards, periodista y presentador de televisión galés, dirigió el acto. Edward se refirió al uso del idioma galés en la colonia, diciendo: «Estamos celebrando no sólo el coraje y la visión de los que dejaron estas costas hace 150 años, sino que estamos celebrando algo que creo que es igual de importante que es el continuo compromiso con el mantenimiento de la lengua galesa en Argentina».
También a fines de mayo, alumnos y docentes de la escuela Ysgol Yr Hendre de Trelew, viajaron a Gales y a Liverpool participando en el acto del monumento al Mimosa, el Eisteddfod de la Juventud de Gales, entre otros eventos culturales.
El 2 de junio, la ciudad de Rawson se hermanó en un acto oficial con la ciudad de Blaenau Ffestiniog en Gwynedd, en el norte de Gales. El hermanamiento surgió por un grupo de habitantes de la ciudad galesa. Desde dicha ciudad partieron 10 colonos en el velero Mimosa. La firma definitiva se realizó en Gales junto a una delegación argentina compuesta de autoridades de Rawson y vecinos descendientes de galeses, entre ellos una descendiente directa de Lewis Jones.

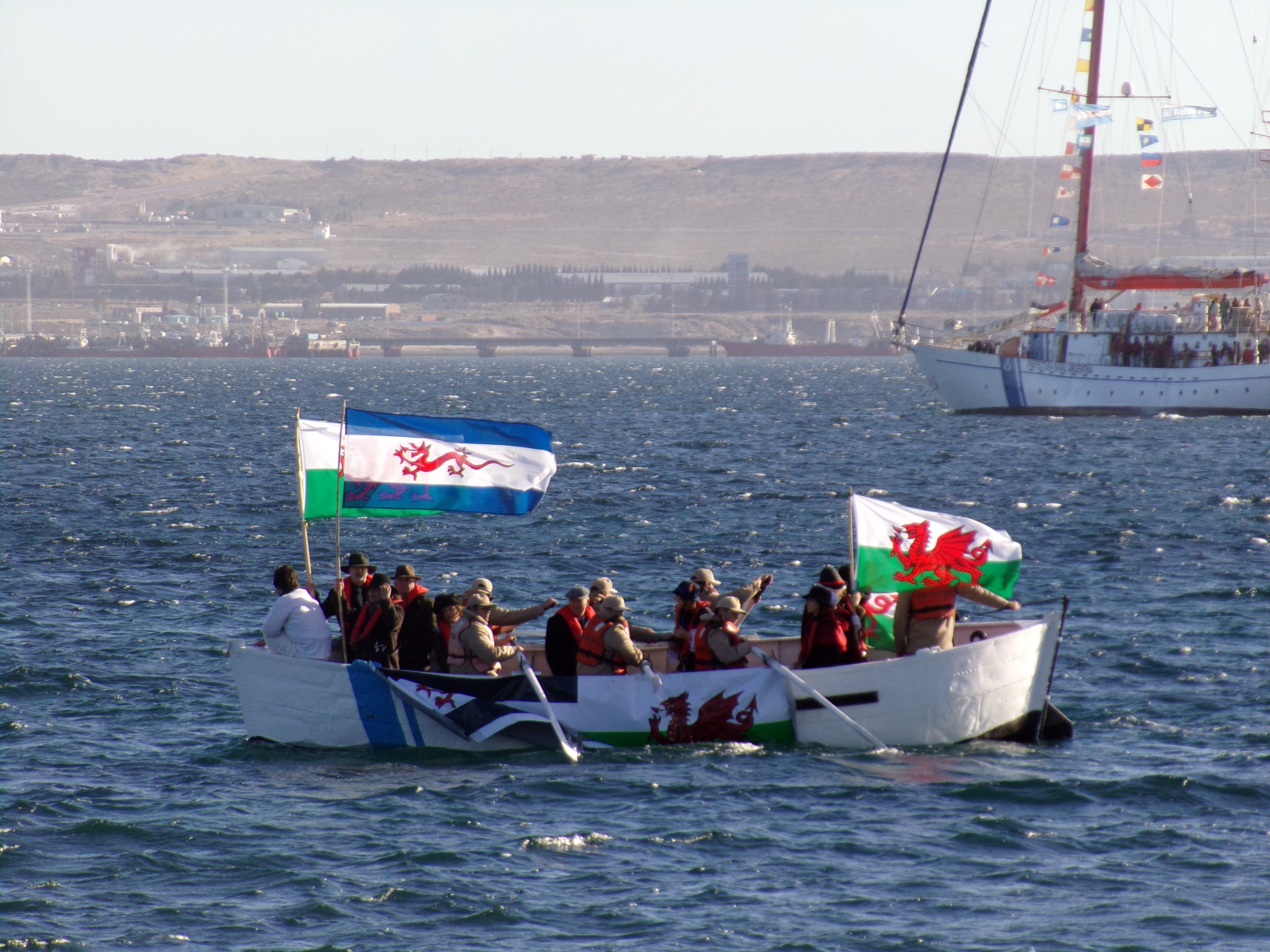
Recreación del desembarco del Mimosa.

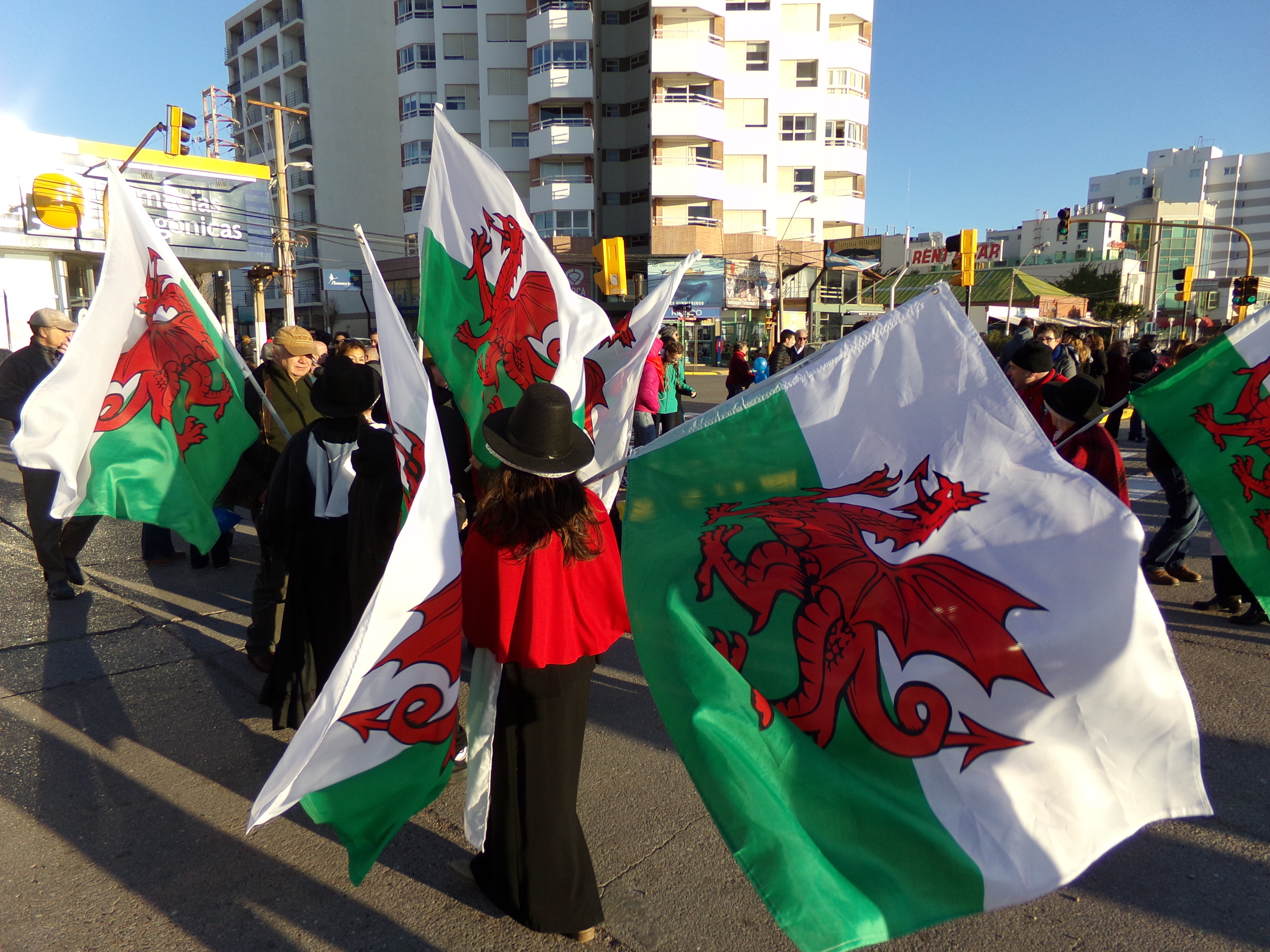
Banderas galesas en Puerto Madryn.

Entre el 24 y 26 de julio se realizó la Fiesta de la Torta Negra en Trelew, iniciando en el Museo Paleontológico Egidio Feruglio, donde se realizó un concurso nacional de preparaciones de tortas negras galesas. Unas 15.000 personas asistieron al evento que incluyó el recital de una cantante galesa y la participación de la chef Dolli Irigoyen.
La noche del 27, se realizó una velada de gala en el Teatro Español. El 28 de julio por la tarde se realizó el acto central donde colocó una placa con el nombre de los colonos que se encuentran enterrados en la capilla Moriah y se colocaron ofrendas florales a la tumba de Lewis Jones. En el acto estuvo presente el primer ministro galés Carwyn Jones, John Freeman, embajador británico en Buenos Aires, Aled Eirug, presidente del Consejo Británico de Gales y la vocalista galesa Casi Wyn, que cantó el Himno Nacional de Gales. Luego se realizó la ceremonia del té en la capilla Bethlehem de Treorky. Un recital de Soledad Pastorutti cerró los eventos de Trelew.
El 26 de julio se realizó la ceremonia del té en el Hotel Rayentray de Puerto Madryn. Las actividades del 28 de julio comenzaron con una rotativa tehuelche que ofrenda a los dioses en Punta Cuevas; luego se realizó una ofrenda floral en el Monumento a la Mujer Galesa y en el centro de la ciudad y se inició la Caminata del Barril hacia Punta Cuevas donde participó una comitiva de Gales. Antes del mediodía se realizó la recreación del desembarco del Mimosa. El motovelero Houssay de la Prefectura Naval Argentina simuló al velero británico. El 1 de agosto se realizó el Eisteddfod Mimosa, al tiempo que se estrenó en el cine madrynense el documental «Los Huesos de Catherine Roberts».
El 27 de julio se realizó el acto central en Puerto Madryn con la participación de Martín Buzzi, gobernador del Chubut, Aníbal Fernández, jefe de gabinete, Carwyn Jones, primer ministro de Gales, embajadores y otras autoridades de la Nación, de la provincia y de Puerto Madryn. Originalmente, la presidenta Cristina Fernández de Kirchner iba a estar presente, pero no acudió por un cuadro de laringitis.
Actos conmemorativos, homenajes, ceremonias del té en capillas o salones, veladas de gala, conciertos y juegos populares se realizaron en Trevelin, Esquel, 28 de julio, Gaiman, Dolavon y Comodoro Rivadavia entre el 28 de julio y 2 de agosto. En todas las ciudades mencionadas, se inauguraron diversas esculturas.
«Corazón Pionero» fue un espectáculo presentado en Puerto Madryn, Trelew, Comodoro Rivadavia y Trevelin entre el 27 de julio y el 4 de agosto. El evento narró la historia de los colonos galeses en sus inicios y el encuentro con los Tehuelches, participando más de 80 actores.

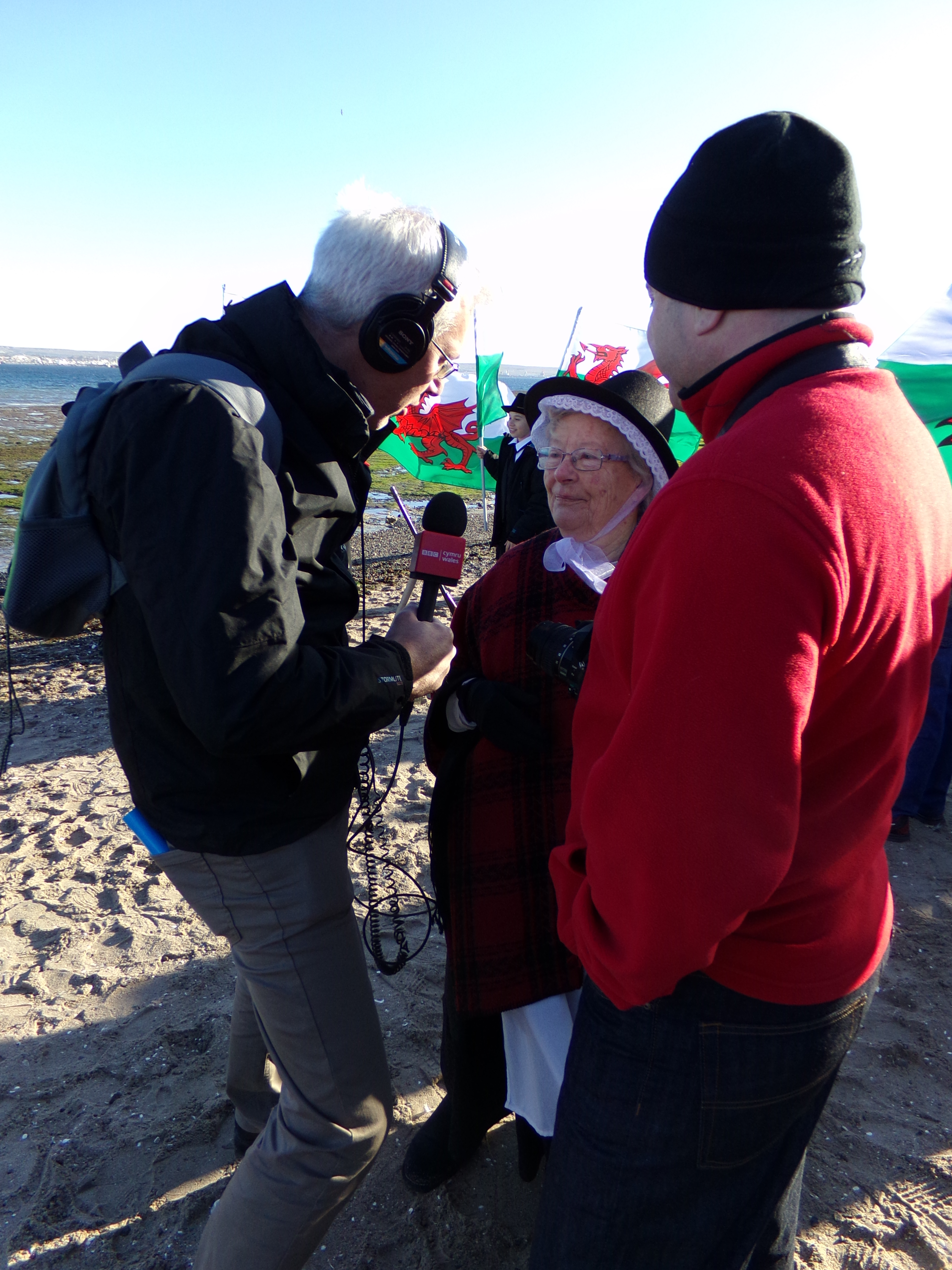
Craig Duggan (izquierda), de BBC Radio Gales, reportando desde Puerto Madryn.

El 30 de octubre de 2015 en Trelew, la Orquesta Sinfónica de la BBC brindará un concierto.

#### Televisión y cine
Para el 150.º aniversario de la colonia también se llevó a cabo la realización de documentales locales y la traducción al castellano de películas de la BBC sobre los galeses en la Patagonia para entregar en escuelas y universidades, exhibirlas gratuitamente en cines o en Internet o venderlas (cuyos fondos recaudados serían para beneficiar proyectos del idioma galés en Chubut). La BBC ha dicho que espera que las películas sean declaradas de interés nacional o provincial. BBC Cymru, la señal en idioma galés, comenzó en 2015 a transmitir una serie de programas y especiales sobre los galeses en la Patagonia, a través de la televisión, radio e Internet. Los documentales de la BBC traducidos al castellano fueron presentados en Trelew los días previos al sesquicentenario.
El canal galés S4C comenzó, en mayo de 2015, a emitir un ciclo llamado Patagonia Huw Edwards, donde cuenta la historia de los inicios de la colonia y, a su vez, el presentador intenta ver cuánto del espíritu de los colonos continúa en sus descendientes. El programa es producido originalmente por la BBC y está filmado en inglés y galés. El 29 de julio, S4C estrenó el documental «Galesa», en idioma galés y con subtítulos en castellano. Los documentales argentinos incluyen la historia de los tehuelches y mapuches, además de la de los colonos galeses.
Los días previos al sesquicentenario, la señal de la BBC de Gales para radio y televisión, envió corresponsales que emitieron informes y transmitieron el vivo la recreación del desembarco del Mimosa en Puerto Madryn.

## Cultura de la Colonia

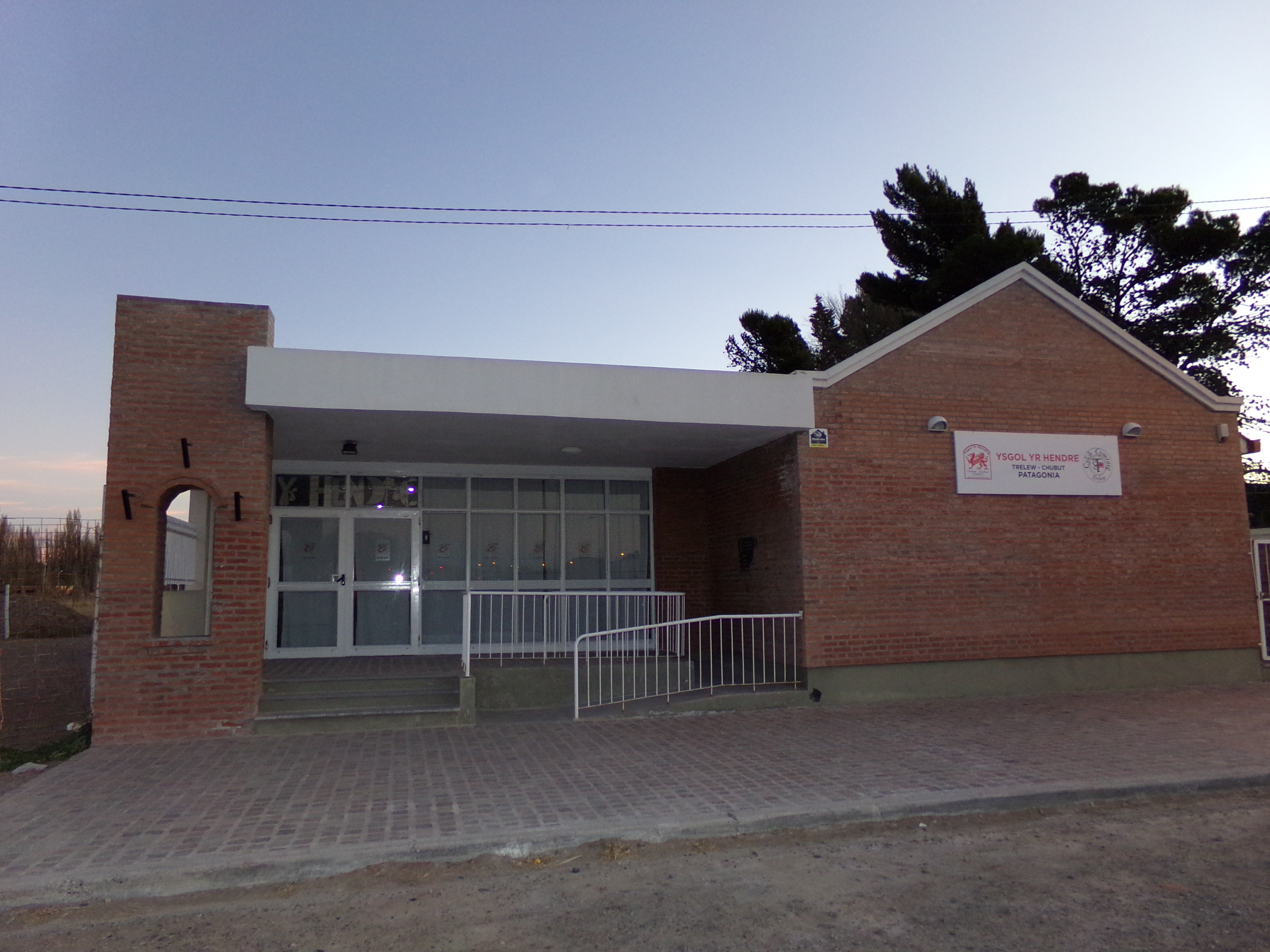
Escuela Ysgol yr Hendre, donde se mantiene la enseñanza del idioma galés

### Galés patagónico

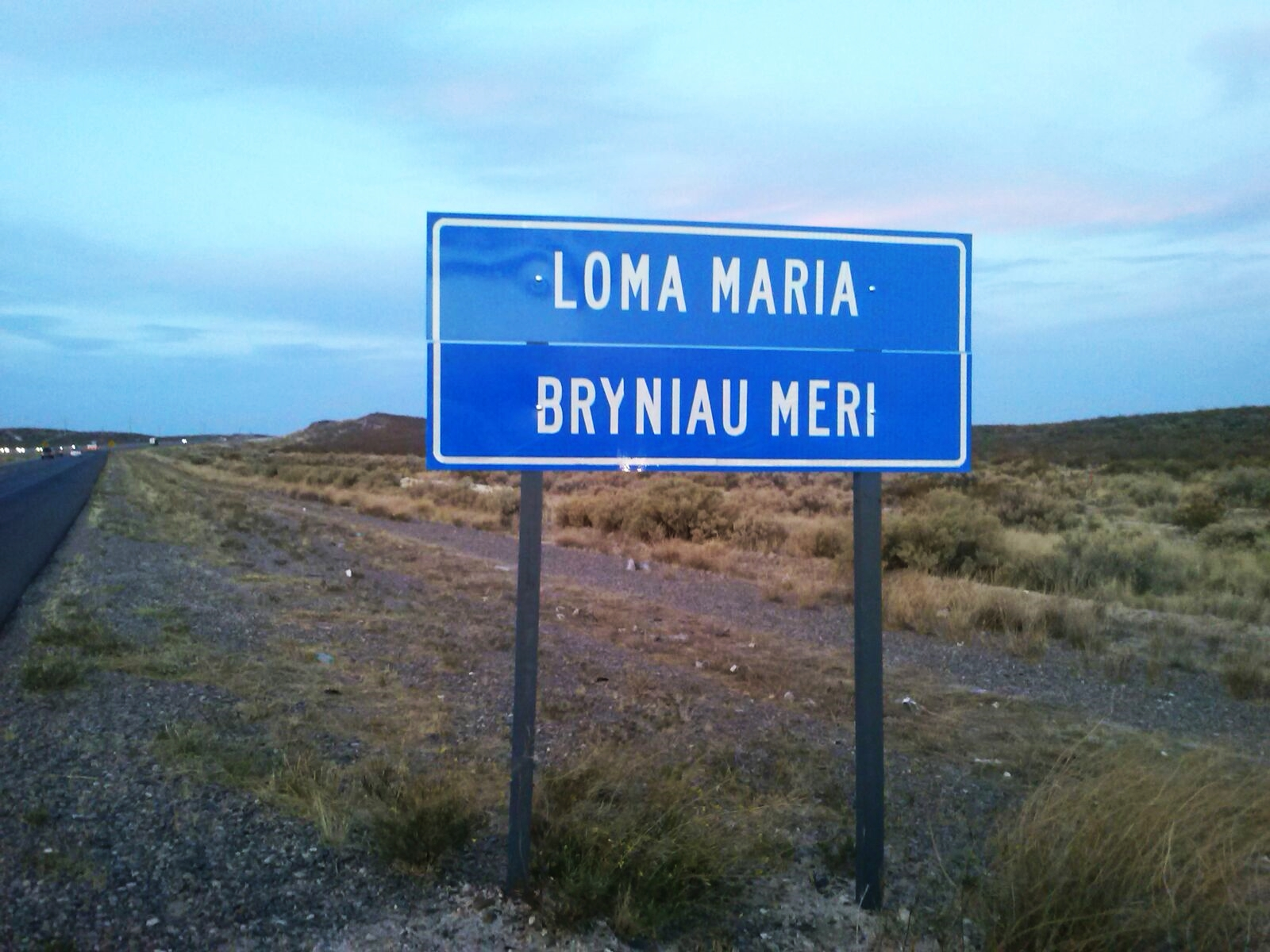
Señalización bilingüe castellano-galés en Loma María sobre autovía entre las localidades chubutenses de Puerto Madryn y Trelew.

El galés patagónico (en galés: Cymraeg y Wladfa) es, según Ethnologue, el dialecto del idioma galés que se habla en la Patagonia argentina. El galés patagónico es la tercera variedad principal de galés (los otros dos son el septentrional y el meridional, en el País de Gales). Se calcula que entre 5.000 y 12.500 personas lo hablan como lengua materna (hacia 2001), mientras que 25.000 personas lo tenían como segunda lengua (detrás del idioma castellano; hacia 1998). Ethnologue lo clasifica de categoría 5 (desarrollo), que significa que está en uso «vigoroso», «con literatura de forma estandarizada siendo utilizado por algunos, aunque no se ha generalizado ni es sostenible».

### Religión

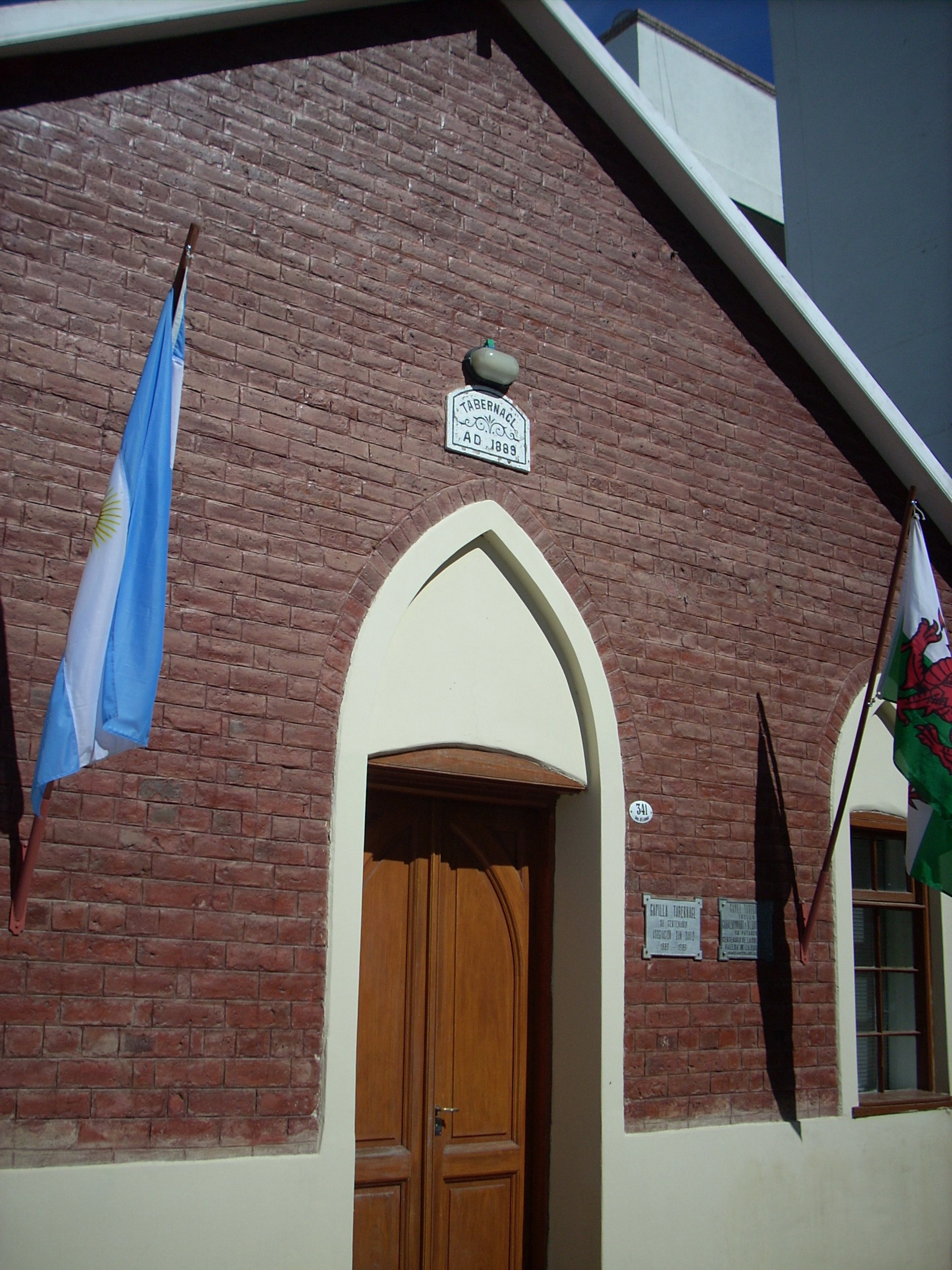
Capilla Tabernacl en Trelew.

Los colonos galeses desde su arribo realizaron sus cultos religiosos en lugares improvisados y poco después construyeron capillas. Las capillas también funcionaron como escuelas, tribunales de justicia y puntos de encuentro para conversar y tratar temas de interés comunitario. Actualmente, existen 16 distribuidas en el valle inferior del río Chubut y dos más en el valle 16 de octubre.
Las religiones profesadas por los colonos y sus descendientes son el protestantismo, el anglicanismo y el presbiterianismo.

### Literatura y periodismo

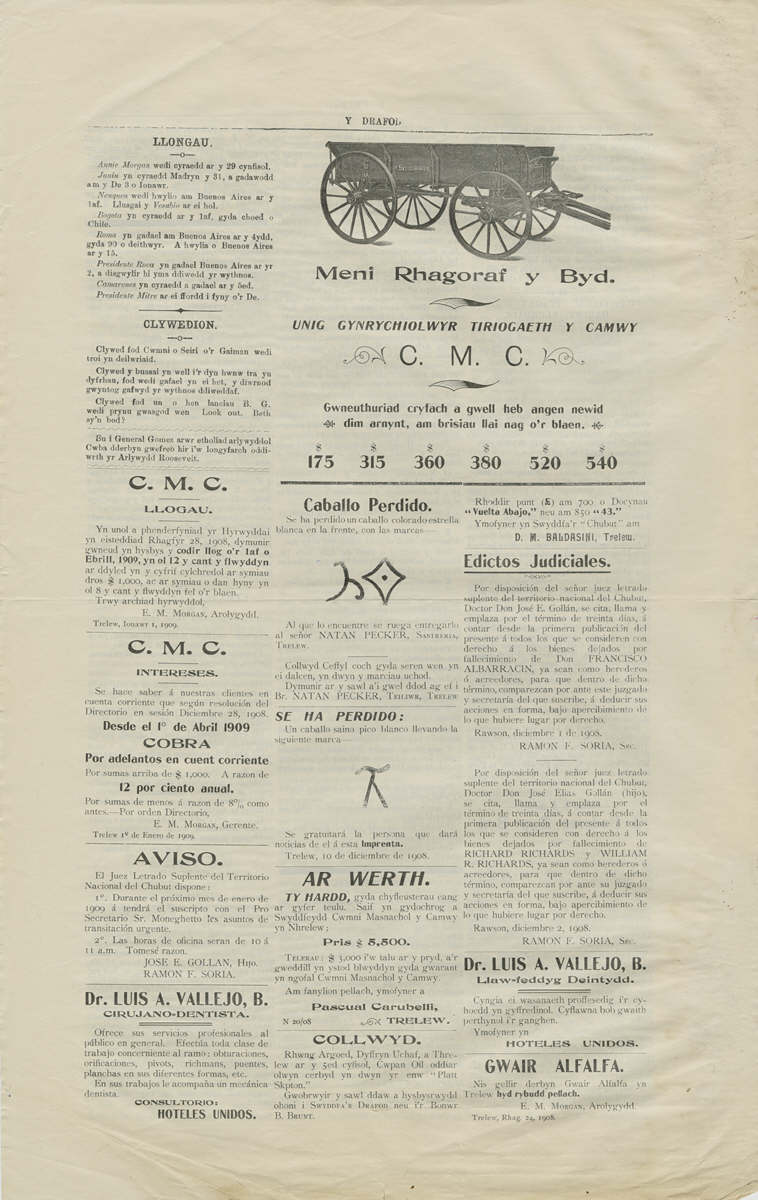
Portada del Y Drafod.

Poesías y libros de literatura, son publicados desde los primeros años de la colonia, mientras que los primeros periódicos, como el Y Drafod datan desde la década de 1890.
Tal vez una de los principales escritores de la colonia fue Eluned Morgan, autora de varios libros, tales como Hacia los Andes (en galés: Dringo 'r Andes) son considerados clásicos. Mientras que R. Bryn Williams, fue otro escritor destacado, quien ganó la presidencia en el Eisteddfod Nacional y también fue el autor de varias novelas, incluyendo Banddos de los Andes. Entre los escritores en los últimos tiempos, se puede observar la figura de Irma Hughes de Jones.
Se han publicado varios volúmenes de memorias sobre la Patagonia, entre ellos Memorias de la Patagonia (1980) de R. Bryn Williams, que incluye ensayos de muchos residentes de la Colonia, Atracciones de la Patagonia (1984) de Mariano Elías, sobre la base de entrevistas con Fred Green, Memorias de la Patagonia (1985) de Valmai Jones y Nel fach y bwcs (1992) por Margaret Lloyd Jones. Mientras que, Sian Eirian Rees Davies ganó el Daniel Owen Memorial Prize en 2005 con I Fyd Sy Well, una novela histórica sobre los inicios de la colonia en la Patagonia.

### Eisteddfod

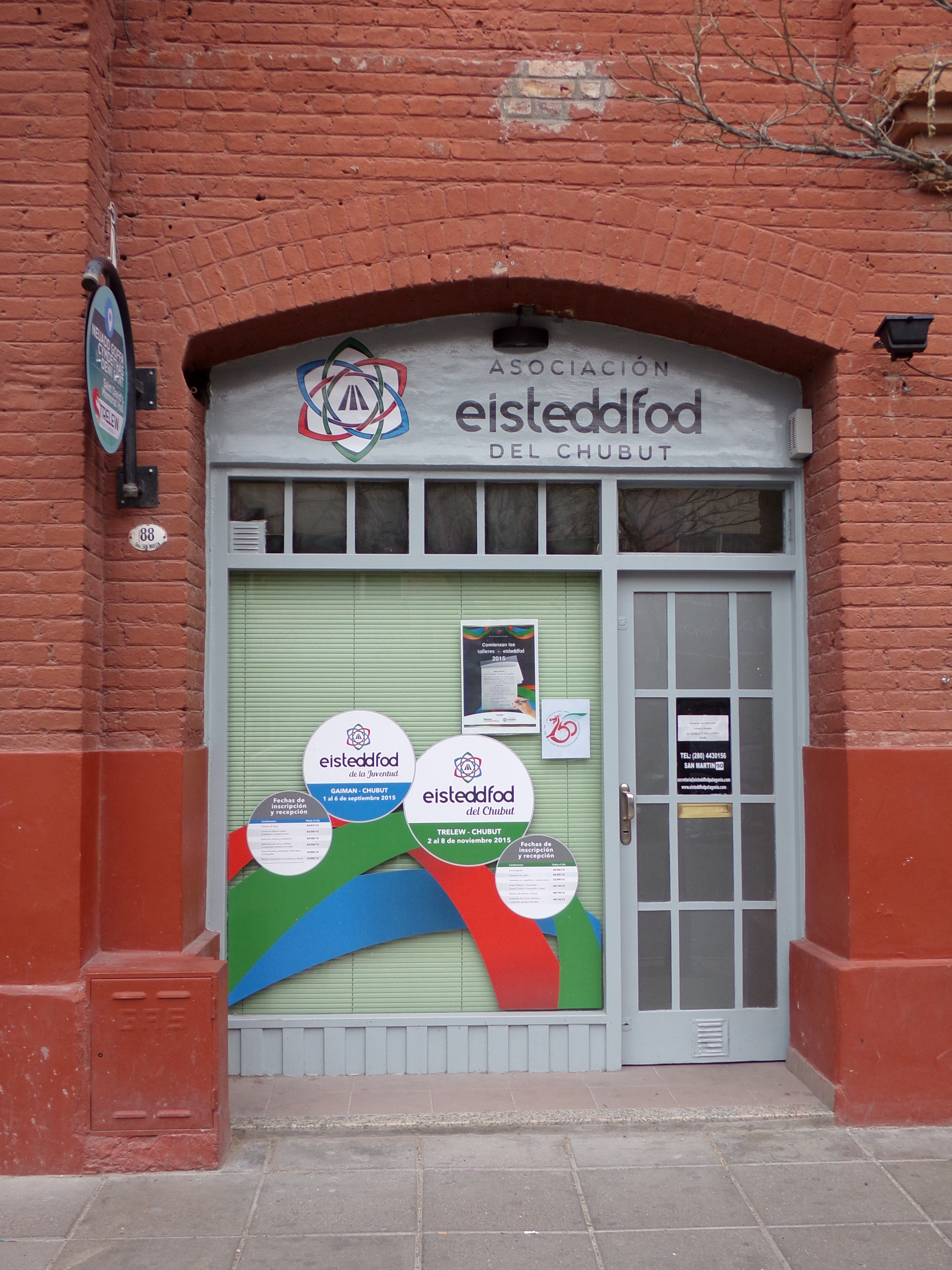
Sede del Eisteddfod del Valle del Chubut en el Salón San David de Trelew.

El Eisteddfod es un festival literario musical muy popular en Gales. Con la llegada de los colonos a la Argentina, también se inició el festival en la región, el cual se celebra dos veces al año hasta la actualidad. El término significa «estar sentado». En él, compiten cada año participantes locales, nacionales y extranjeros. En septiembre se realiza el Eisteddfod de jóvenes en Gaiman y en octubre el de adultos. También, son realizados en Trevelin y Puerto Madryn. Las competencias se realizan tanto en galés como en castellano.

### Gastronomía

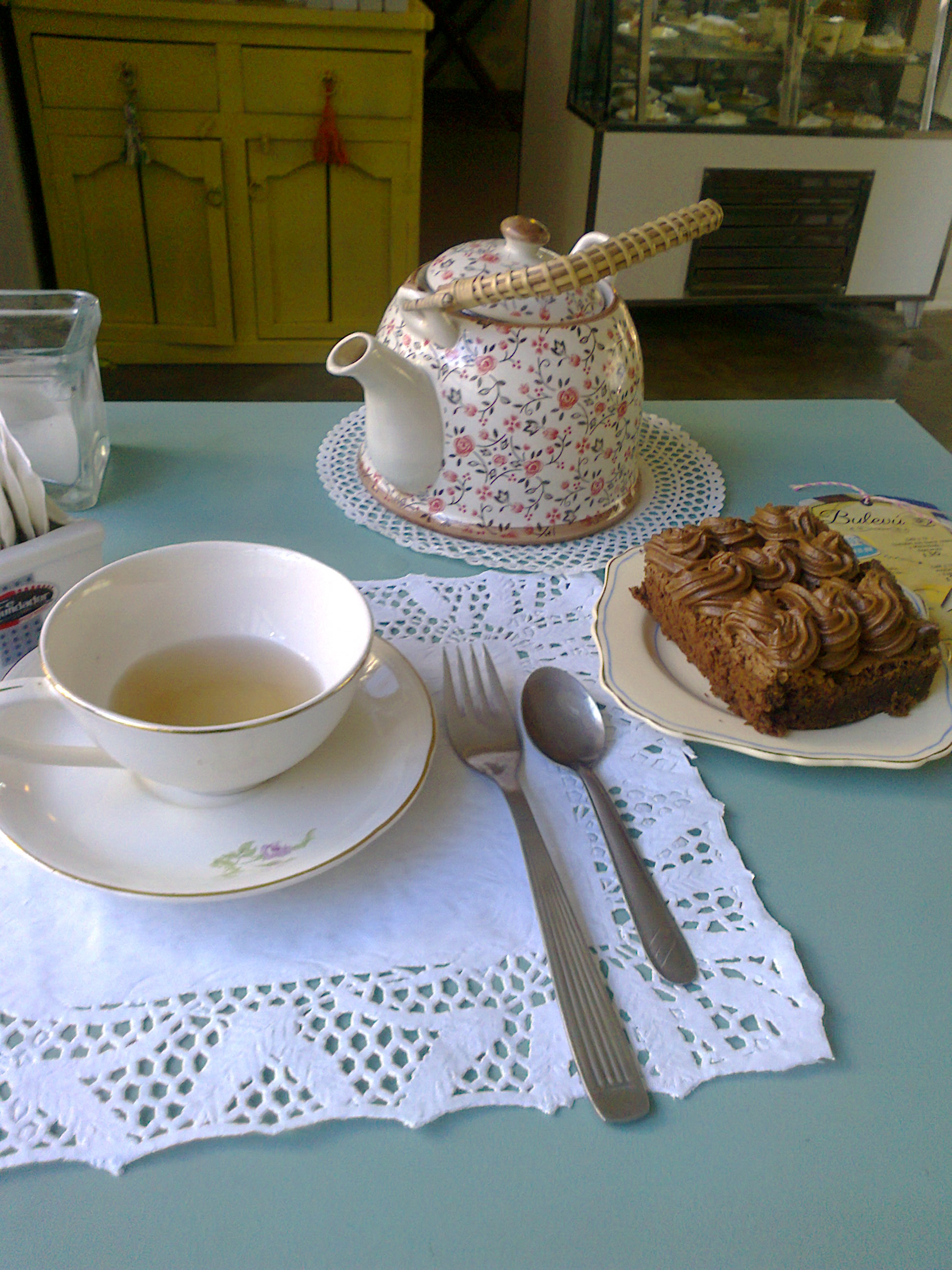
Tradicional té galés acompañado de torta galesa, complemento esencial de la gastronomía chubutense.

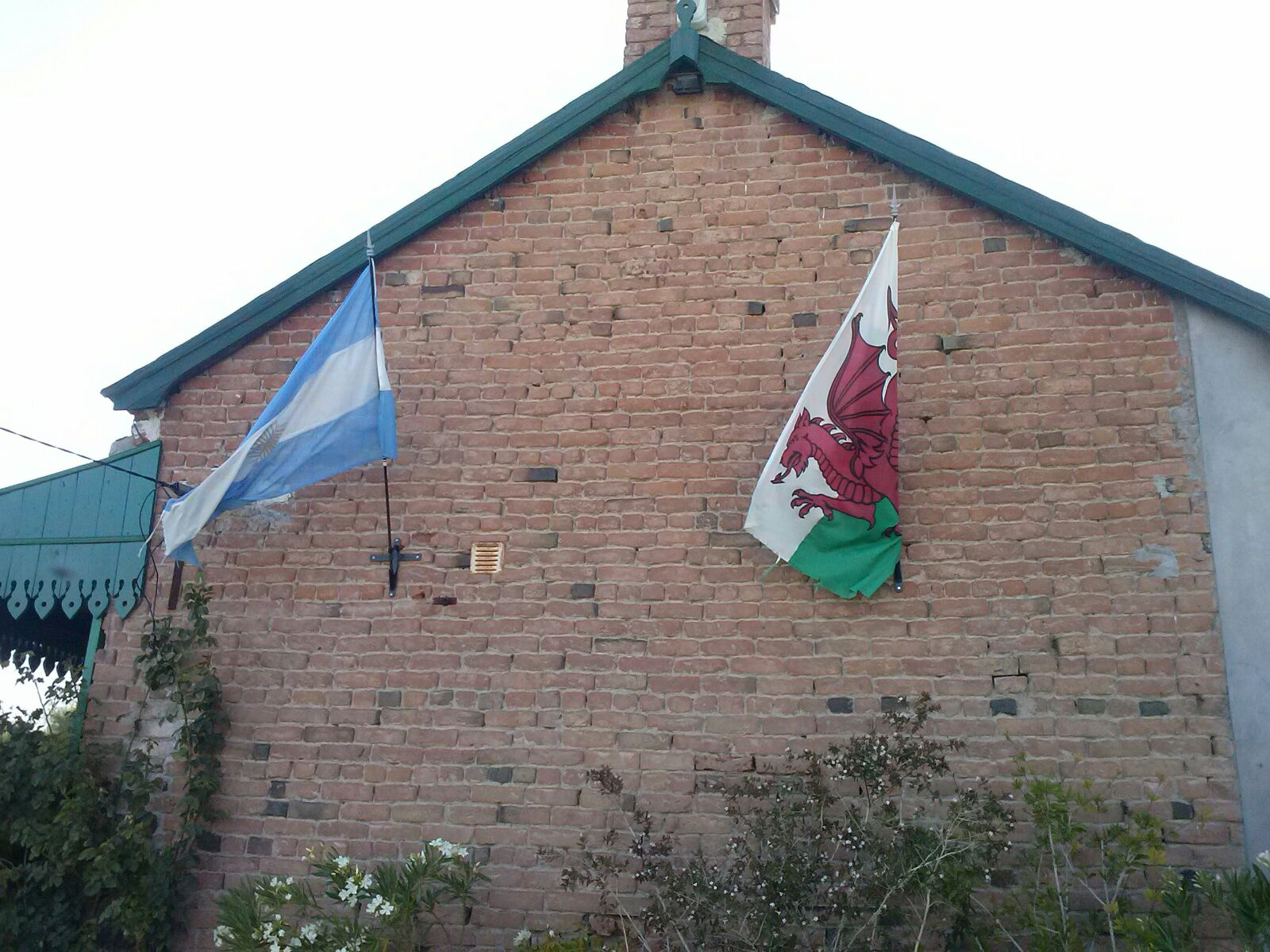
Banderas de Argentina y Gales izadas en una casa de té galés en Gaiman.

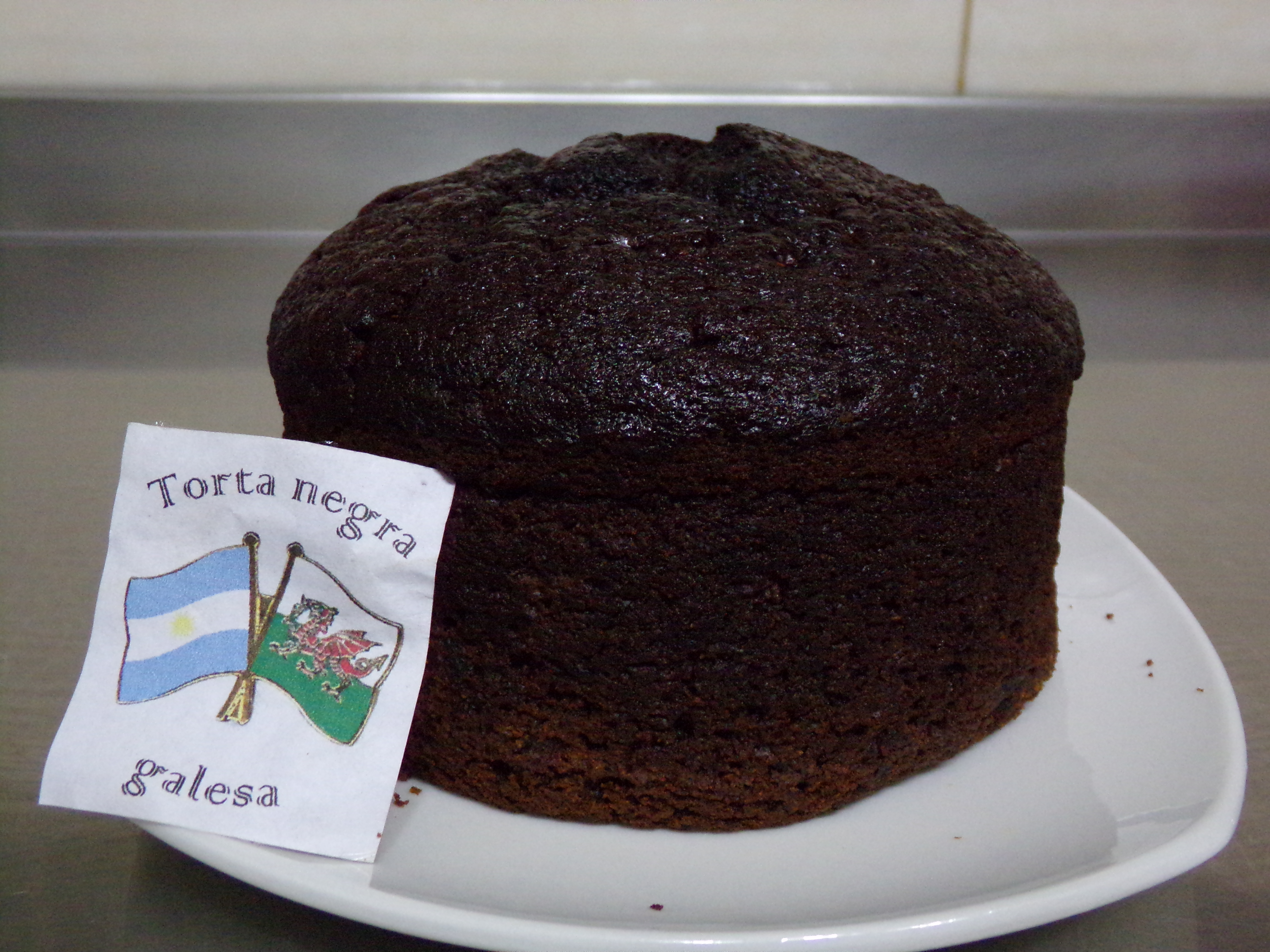
Torta negra galesa.

La gastronomía de la Colonia, se destaca por la falta de ingredientes autóctonos empleados en la cocina galesa tradicional y también por la influencia de otros inmigrantes (como españoles, italianos, etc.) llegados de otras partes de Argentina a partir del siglo XX. Esto provocó que la gastronomía de la Colonia se modificara hasta perder parte de su "forma" original. Existen platos que no fueron conservados dentro de la tradición culinaria por la falta de ingredientes, aunque, debido a una adaptación de la gastronomía original al "gusto argentino", se han incorporado comidas como el asado y bebidas como el mate.
Se destaca el Cacen ddu (también denominado Torta Negra Galesa), que se trata de es un típico pan dulce oriundo de Gales, mientras que el pastel galés, se trata un aperitivo. El Queso Chubut data de los primeros años de la Colonia y sigue siendo elaborado en Gaiman.
El té galés data también de los tiempos de la colonia, cuando las familias se reunían a tomar el té. Cada 28 de julio (por las celebraciones de la llegada de los primeros colonos; Gwyl y Glaniad) se sirve en las capillas y en las casas de té. El té es acompañado con pan casero, manteca, queso, mermeladas, tartas (de crema, de nuez, de manzana, de chocolate con crema, con frutas, de corintos, de ruibarbo, entre otras) y scones. Las principales casas de té galés, se encuentran en Gaiman y conforman un importante atractivo turístico de la región. También hay casas de té en Trevelin. Las costumbres de té galés son similares a las que se practican en todo el Reino Unido e Irlanda, con el té que se sirve aproximadamente a las 4:00 de la tarde.
También, es popular el cordero patagónico, que se suele comer asado con salsa de menta, el "cawl", que se trata de un estofado o el "shepherd’s pie", que es una versión del pastel de carne.
En julio de 2014 se celebró por primera vez la Fiesta Regional del Valle y la Torta Negra, realizado por la municipalidad de Trelew. Además de las actividades culturales y de promoción turística en una serie de stands ubicados entre el museo regional Pueblo de Luis y el museo Paleontológico Egidio Feruglio, en el Hotel Touring Club se realizó la degustación de tortas y licores locales.

### Otros
En la provincia de Chubut, se le denomina «galenso» (en lugar de «galés») al descendiente u objeto relacionado con los colonos galeses. Se suele utilizar como apodo o con connotación peyorativa.
En 2010 se estrenó la película Patagonia filmada entre Gales y Argentina, relacionada con la colonia del Chubut.

## Inmigrantes y argentinos de origen galés destacados

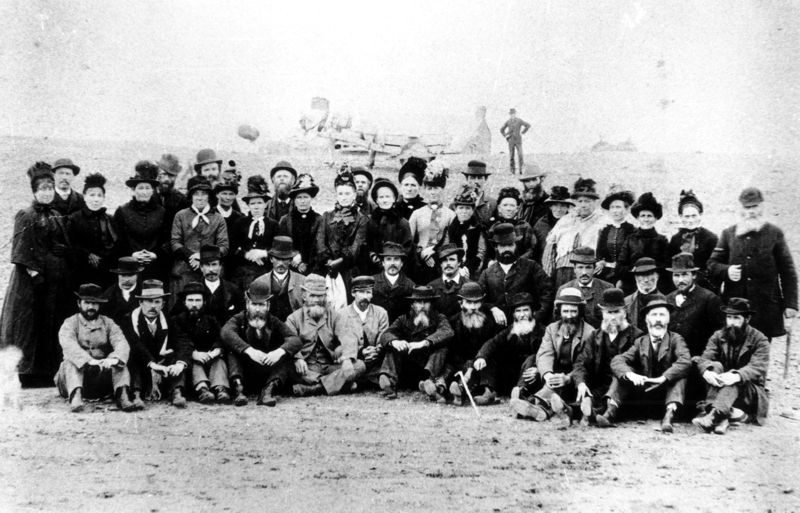
Grupo de colonos.

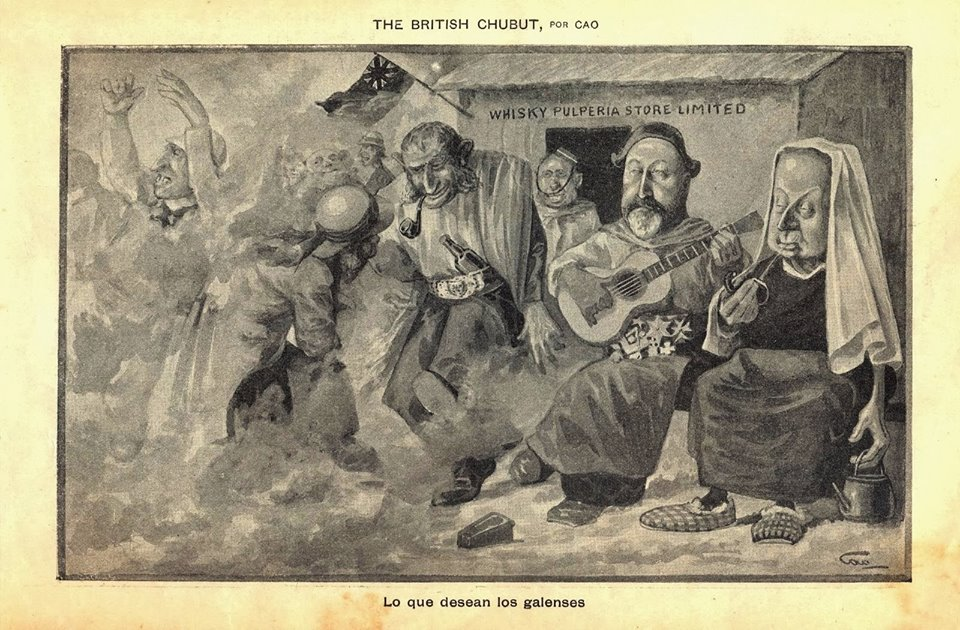
Caricatura de José María Cao en la revista Caras y Caretas con motivo de la visita de Julio Argentino Roca a la colonia galesa en 1899. Se aprecia una enseña roja del Reino Unido.

## Toponimia galesa de sitios patagónicos

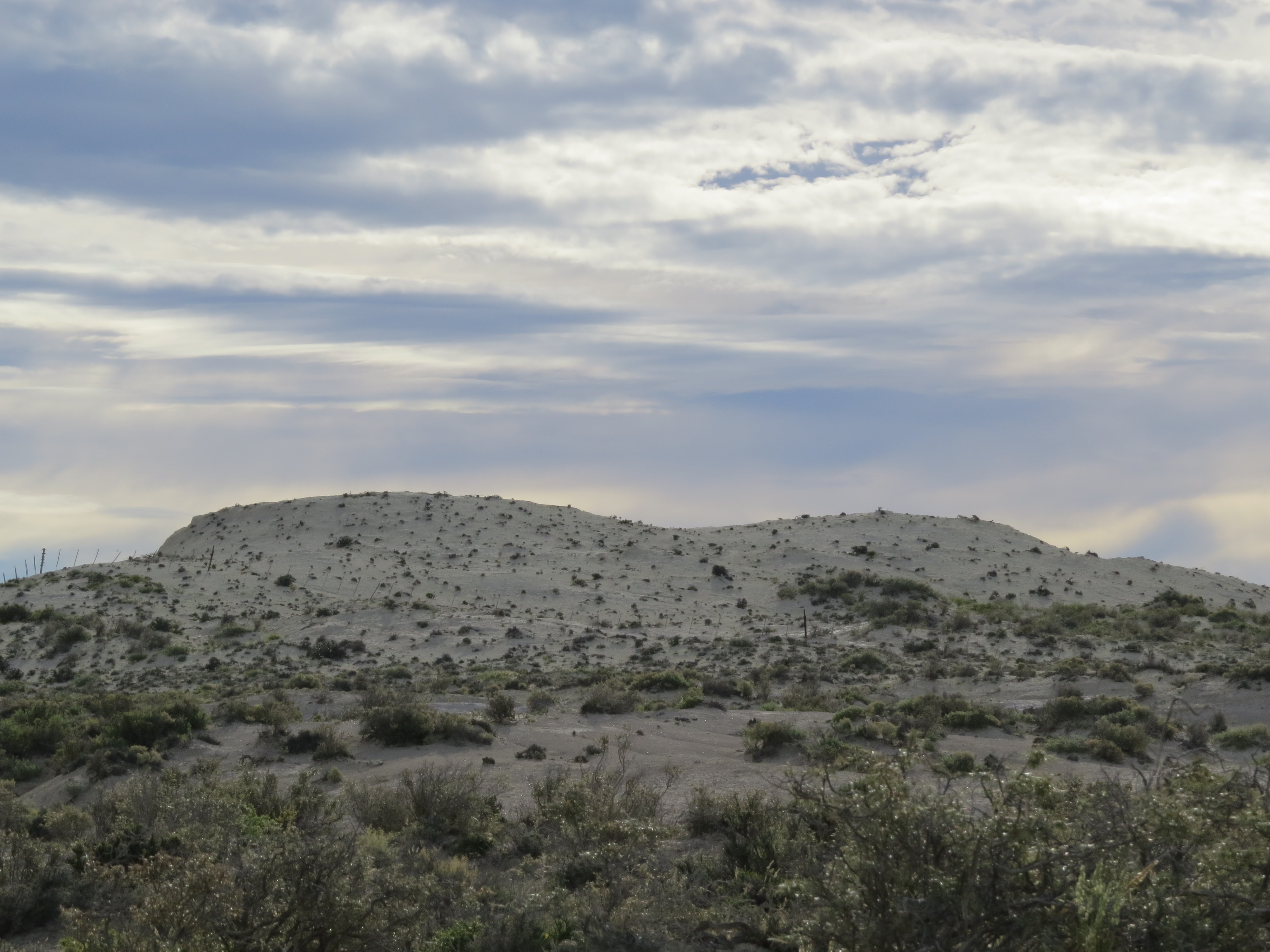
Loma Blanca (en galés Bryn Gwyn) al sur de Gaiman.

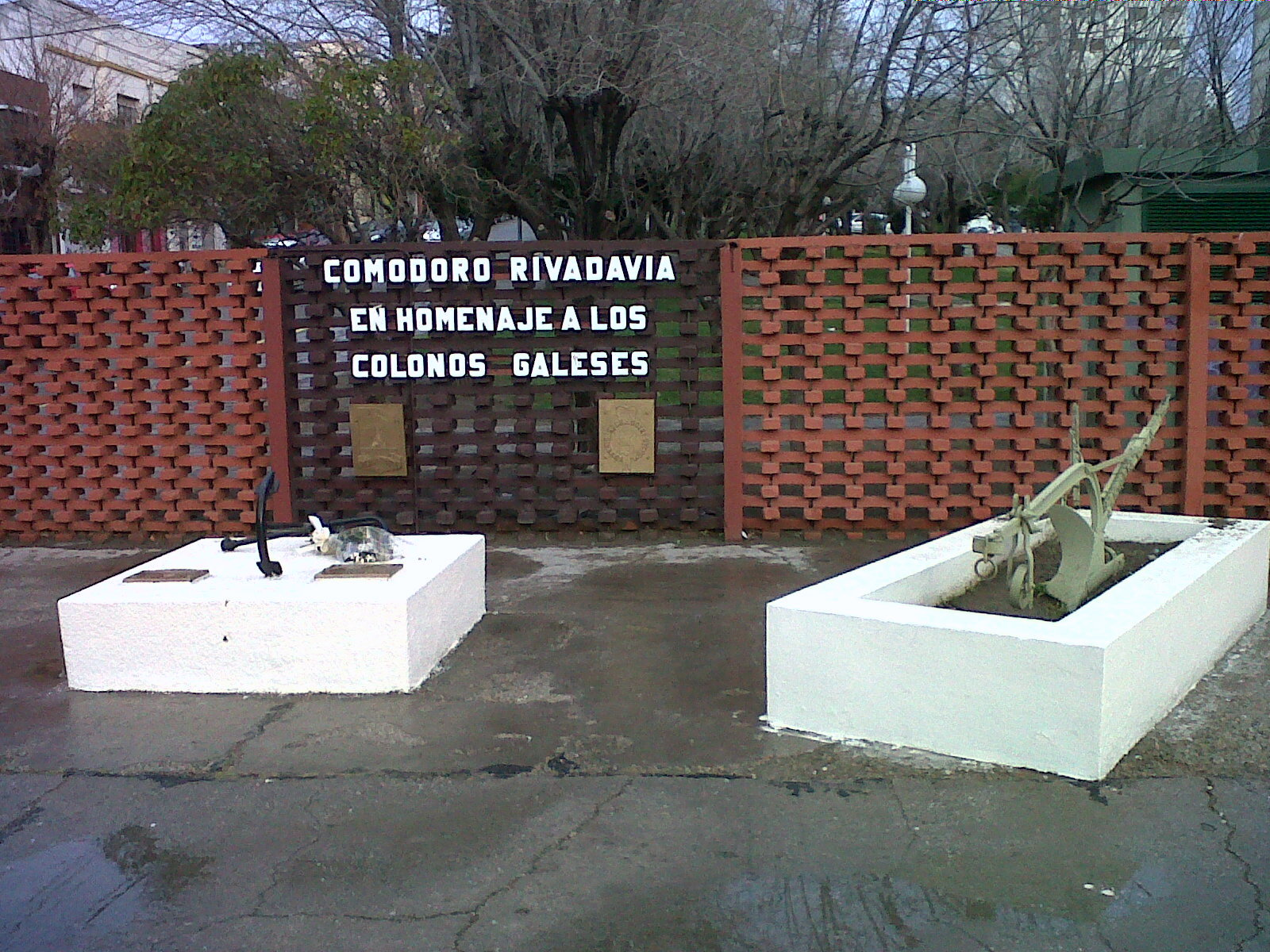
Monumento a la colonización galesa en el centro de Comodoro Rivadavia.

| castellano            | Galés                 | Inglés                                      |
| --------------------- | --------------------- | ------------------------------------------- |
| Argentina             | Yr Ariannin           | The Argentina / Argentina                   |
| La Angostura          | Lle Cul               | Narrow Place                                |
| Arroyo Pescado        | Nant y Pysgod         | Stream of the Fish                          |
| Loma Blanca           | Bryn Gwyn             | White Hill                                  |
| Cañada Negra          | Glyn Du               | Black Glen                                  |
| Valle 16 de octubre   | Cwm Hyfryd/Bro Hydref | Beautiful Valley/October Valley             |
| Fuerte Aventura       | Caer Antur            | Adventure Fort                              |
| Paso de Indios        | Rhyd yr Indiaid       | Ford of the Indians                         |
| Las Plumas            | Dôl y Plu             | Meadow of the Feathers                      |
| Pueblo de Luis/Trelew | Trelew                | Trelew/Lewtown                              |
| Puerto Madryn         | Porth Madryn          | Port Madryn                                 |
| Rawson                | Trerawson             | Rawsontown                                  |
| Río Chubut            | Afon Camwy            | Swirling River                              |
| Río Corintos          | Aber Gyrants          | Estuary of the Currants (N.B. NOT currents) |
| Torre José            | Tŵr Joseph            | Joseph Tower                                |
| Valle de los Mártires | Dyffryn y Merthyron   | Valley of the Martyrs                       |
| Valle Frío            | Dyffryn Oer           | Cold Valley                                 |

## Mapa
- Datos: Q478236
- Multimedia: Welsh diaspora in Argentina / Q478236